# 린든 B. 존슨 행정부
린든 B. 존슨의 제36대 미국 대통령으로서의 임기는 존 F. 케네디 대통령 암살로 1963년 11월 22일에 시작되어 1969년 1월 20일에 끝났다. 그는 대통령직을 승계했을 때 부통령으로서 1036일을 재임했다. 텍사스주 출신의 민주당원인 존슨은 1964년 대통령 선거에 출마하여 공화당 후보 배리 골드워터를 압도적인 표차로 누르고 4년 임기를 얻었다. 존슨은 낮은 인기 때문에 1968년 대통령 선거에서 두 번째 임기를 위한 입후보를 철회했다. 존슨의 뒤를 이어 공화당의 리처드 닉슨이 당선되었고, 존슨이 선호하던 후계자인 휴버트 험프리는 선거에서 패배했다. 그의 대통령 임기는 20세기 미국 현대 자유주의의 정점을 기록했다.
존슨은 뉴딜 정책을 확장하여 빈곤하고 억압받는 사람들을 돕기 위한 일련의 국내 입법 프로그램인 위대한 사회를 추진했다. 취임 후 그는 대규모 세금 인하, 청정대기법, 1964년 민권법의 통과를 이끌어냈다. 1964년 선거 이후 존슨은 더욱 광범위한 개혁을 통과시켰다. 1965년 사회보장법 개정안은 두 가지 정부 운영 의료 프로그램인 메디케어와 메디케이드를 만들었다. 1965년 선거권법은 투표에서의 인종 차별을 금지했으며, 이 법의 통과는 수백만 명의 남부 아프리카계 미국인에게 선거권을 부여했다. 존슨은 "빈곤과의 전쟁"을 선포하고 빈곤층을 돕기 위해 여러 프로그램을 설립했다. 또한 그는 교육에 대한 연방 기금의 대폭 증가와 제한적인 이민법 시대의 종식을 주도했다.
대외적으로 존슨 행정부는 냉전과 베트남 전쟁의 영향을 크게 받았다. 그는 소련과의 화해 정책을 추구하여 1970년대의 데탕트 시대를 위한 기반을 마련했다. 그러나 그는 봉쇄 정책에 전념했으며, 냉전 기간 동안 동남아시아에서 공산주의의 확산을 막기 위해 베트남에 대한 미국의 개입을 확대했다. 베트남에 주둔한 미군 병력은 1963년 16,000명에서 1968년 500,000명 이상으로 급격히 증가했다. 존슨 행정부는 미국 승리에 대해 전적으로 확신하지 못했음에도 불구하고 이를 단행했다. 베트남 전쟁 확전 결정의 배경에는 남성성의 압박이 있었다. 그는 미군 증강이 승리를 보장하지 못할 수도 있지만, 자신이 공산주의에 대해 "약하지 않다"는 이유로 대중이 자신을 용서할 것이라고 믿었다. 전쟁에 대한 분노가 커지면서 특히 미국 및 해외 대학 캠퍼스를 기반으로 한 대규모 반전 운동이 촉발되었다. 존슨은 1965년 이후 대부분의 주요 도시에서 여름 폭동이 발생하면서 더 큰 문제에 직면했다. 그는 대통령직을 광범위한 지지 속에 시작했지만, 전쟁이 길어지고 전국적으로 국내 불안이 증가하면서 존슨에 대한 대중의 지지는 하락했다. 동시에 민주당을 통합했던 뉴딜 연합이 해체되었고, 존슨의 지지 기반도 함께 약화되었다. 비록 또 다른 임기를 가질 자격이 있었지만, 존슨은 1968년 3월에 재지명을 추구하지 않겠다고 발표했다. 그가 선호하던 후계자인 휴버트 험프리 부통령은 민주당 후보 지명을 얻었지만 1968년 대통령 선거에서 닉슨에게 근소한 차이로 패배했다.
낮은 지지율로 퇴임했음에도 불구하고, 역사학자 및 정치학자들의 여론조사는 존슨을 평균 이상의 대통령으로 평가하는 경향이 있다. 그의 국내 프로그램은 미국과 연방 정부의 역할을 변화시켰으며, 그의 많은 프로그램은 오늘날까지도 시행되고 있다. 존슨의 베트남 전쟁 처리는 여전히 광범위하게 인기가 없지만, 그의 민권 운동은 인종 평등의 장벽을 제거하는 데 기여한 역할로 거의 보편적으로 칭찬받고 있다.

## 취임

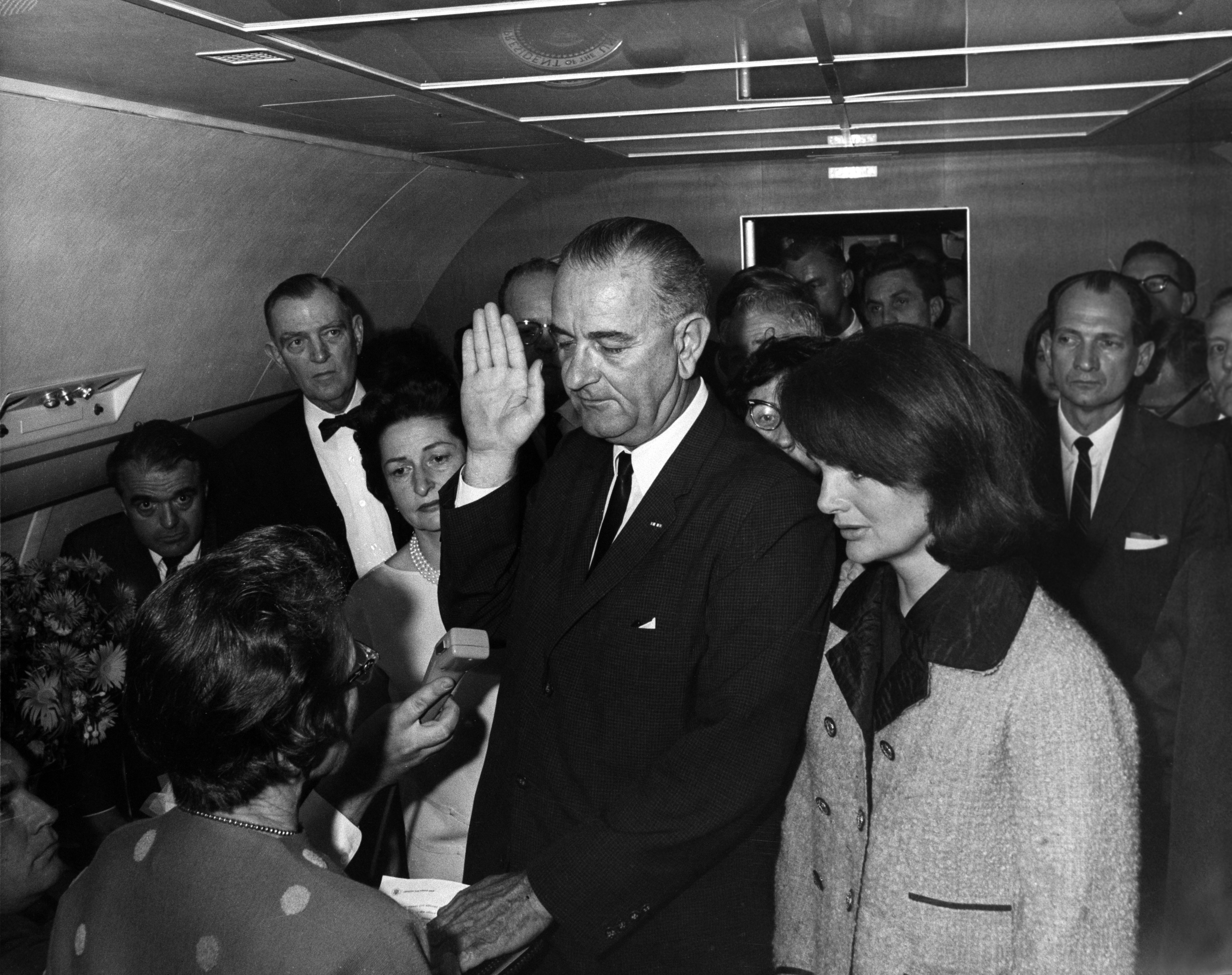
에어 포스 원에서 린든 B. 존슨이 취임 선서를 하는 모습

존슨은 1949년부터 1961년까지 미국 상원에서 텍사스주를 대표했으며, 1953년부터는 상원의 민주당 원내대표로 활동했다. 그는 1960년 민주당 대통령 후보 지명을 모색했지만, 존 F. 케네디에게 패배했다. 케네디는 남부와 서부에서 지지를 확보하기 위해 존슨에게 자신의 러닝메이트가 되어달라고 요청했고, 존슨은 제안을 수락했다. 1960년 대통령 선거에서 케네디-존슨 후보는 리처드 닉슨 부통령이 이끄는 공화당 후보를 근소한 차이로 물리쳤다. 존슨은 우주 프로그램과 같은 특정 문제 외에는 거의 자문받지 못하는 무력한 부통령으로서 좌절감을 느꼈다.
케네디는 1963년 11월 22일 댈러스를 지나던 대통령 차량 행렬에서 암살되었다. 같은 날, 존슨은 에어 포스 원에서 대통령 취임 선서를 했다. 존슨은 슬픔에 잠긴 국가에 안정감을 제공하기 위해 암살 후 즉각적인 권력 이양을 보여줄 필요가 있다고 확신했다. 그와 비밀경호국은 암살범이 단독으로 행동했는지 아니면 더 큰 음모의 일부였는지 알지 못했기 때문에 신속하게 워싱턴 D.C.로 돌아와야 한다고 느꼈다. 존슨의 워싱턴 복귀 서두름은 일부 사람들에게 그가 너무 서둘러 권력을 잡으려 했다는 주장을 불러일으켰다.
케네디의 유산을 이어받아 존슨은 "케네디 대통령의 기억을 더 웅변적으로 기릴 수 있는 기념 연설이나 추도사는 그가 오랫동안 싸웠던 민권 법안을 가능한 한 빨리 통과시키는 것 외에는 없을 것"이라고 선언했다. 암살 이후 전국을 휩쓴 슬픔의 물결은 존슨의 입법 의제에 엄청난 추진력을 제공했다. 1963년 11월 29일, 존슨은 NASA의 메리트섬 발사 운용 센터를 케네디 우주 센터로, 인근 케이프커내버럴 우주군 기지의 발사 시설을 케이프 케네디로 개명하는 행정 명령을 발표했다.
국민의 답변 요구와 음모론의 증가에 대응하여 존슨은 대법원장 얼 워런이 이끄는 위원회, 즉 워런 위원회를 설립하여 케네디 암살 사건을 조사했다. 위원회는 광범위한 연구와 청문회를 진행했으며, 리 하비 오스월드가 암살에서 단독으로 행동했다고 만장일치로 결론 내렸다. 위원회의 공식 보고서가 1964년 9월에 발표된 이후, 다른 연방 및 지방 조사가 수행되었으며, 대부분은 워런 위원회 보고서의 결론을 지지했다. 그럼에도 불구하고, 여론조사에 응한 미국인의 상당수는 여전히 어떤 종류의 음모를 믿는다고 밝혔다.

## 행정부

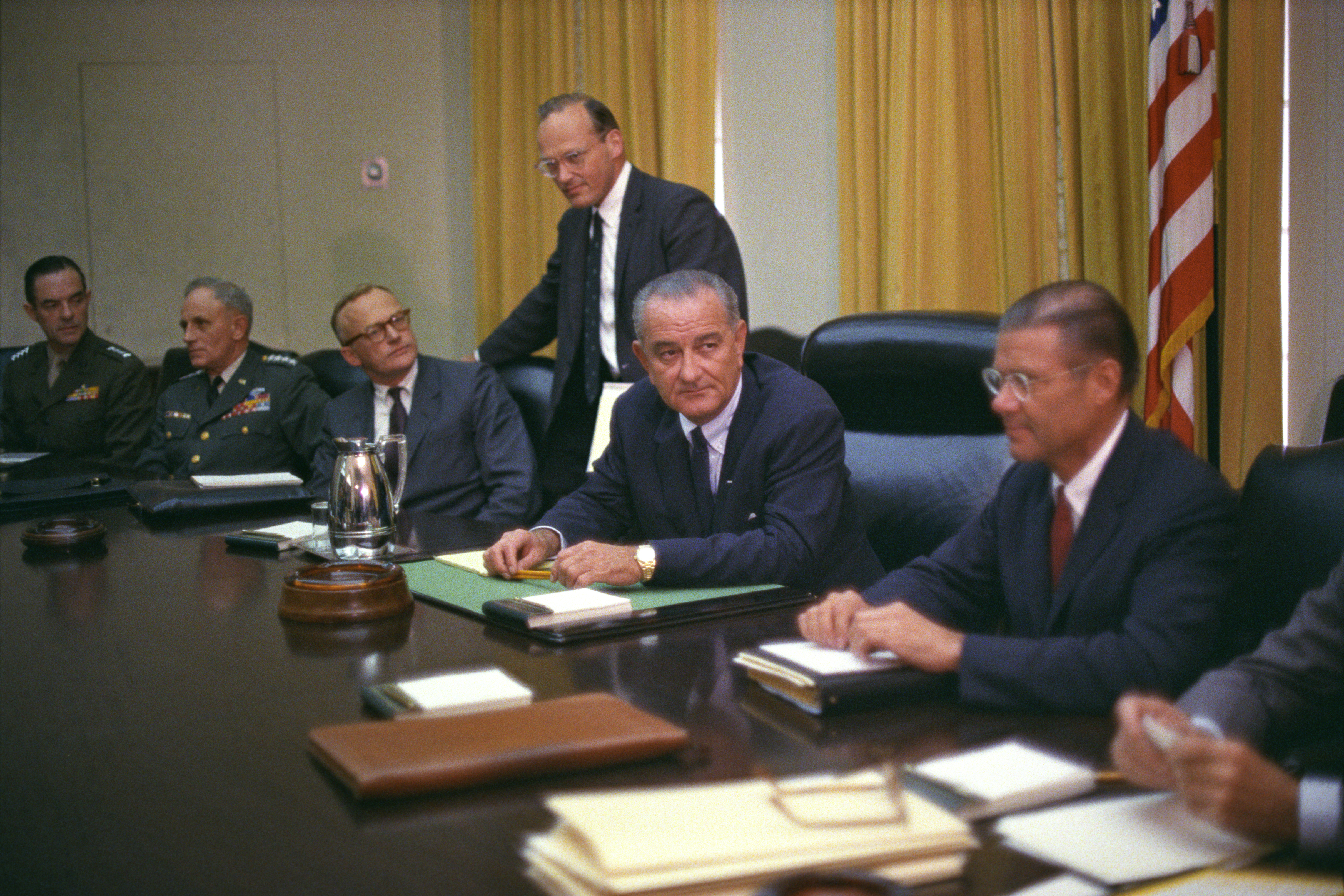
1965년 7월 내각 회의의 존슨

존슨은 케네디 대통령 서거 후 취임하면서 기존 내각에 유임을 요청했다. 새로운 대통령과의 관계가 좋지 않다는 것이 잘 알려져 있었음에도 불구하고, 법무장관 로버트 F. 케네디는 1964년 9월까지 법무장관으로 재직하다가 미국 상원의원 출마를 위해 사임했다. 존슨이 물려받은 케네디 내각 구성원 중 국무장관 딘 러스크, 내무장관 스튜어트 유달, 농무장관 오빌 프리먼, 노동장관 W. 윌러드 워츠 등 4명은 존슨의 임기가 끝날 때까지 재직했다. 국방장관 로버트 맥나마라를 포함한 다른 케네디 유임 인사들도 존슨 재임 기간 중 퇴임했다. 1965년 주택도시개발부 신설 후, 존슨은 로버트 C. 위버를 초대 장관으로 임명하여 위버를 미국 역사상 최초의 아프리카계 미국인 내각 장관으로 만들었다.
존슨은 크게 확장된 백악관 직원에 의사결정 권한을 집중시켰다. 테드 소렌슨과 아서 M. 슐레징거 2세를 포함한 가장 저명한 케네디 직원 임명자 중 상당수는 케네디 서거 직후 떠났다. 국가안보보좌관 맥조지 번디와 래리 오브라이언을 포함한 다른 케네디 직원들은 존슨 행정부에서 중요한 역할을 했다. 존슨은 공식적인 백악관 비서실장을 두지 않았다. 처음에는 그의 오랜 행정 보좌관인 월터 젠킨스가 백악관의 일상 업무를 총괄했다. 존슨의 직원 중 가장 젊었던 빌 모이어스는 존슨 대통령 취임 초에 고용되었다. 모이어스는 빠르게 대통령 보좌관의 선두에 서게 되었고 젠킨스 퇴임 후 비공식적으로 대통령 비서실장 역할을 했다. 또 다른 오랜 보좌관인 조지 리디는 백악관 대변인 직책을 맡았고, 정치 경력 전반에 걸쳐 존슨에게 귀중한 보좌관이었던 호러스 버즈비는 주로 연설문 작성가와 정치 분석가로 활동했다. 다른 저명한 존슨 직원으로는 잭 발렌티, 조지 크리스천, 조지프 A. 칼리파노 주니어, 리처드 N. 굿윈, W. 마빈 왓슨 등이 있다. 내각의 마지막 생존자였던 램지 클라크는 2021년 4월에 사망했으며, 존슨 자신은 1973년 1월에 사망했다.

### 부통령
존슨의 첫 임기(425-일 부분 임기) 동안 부통령직은 공석으로 남아 있었다. 당시에는 부통령직 공석을 채울 방법이 없었기 때문이다. 존슨은 1964년 선거에서 주요 자유주의자인 미네소타주 상원의원 휴버트 험프리를 러닝메이트로 선택했고, 험프리는 존슨의 두 번째 임기 내내 부통령으로 재직했다.
버치 베이 상원의원과 임마누엘 셀러 하원의원의 주도로 의회는 1965년 7월 5일 대통령 승계에 관한 헌법 수정안을 승인하고 부통령직 공석을 채우는 절차와 대통령의 직무 수행 불능에 대응하는 절차를 확립했다. 이 수정안은 1967년 2월 10일 필요한 수의 주에 의해 비준되어 미국 수정 헌법 제25조가 되었다.

## 사법부 임명

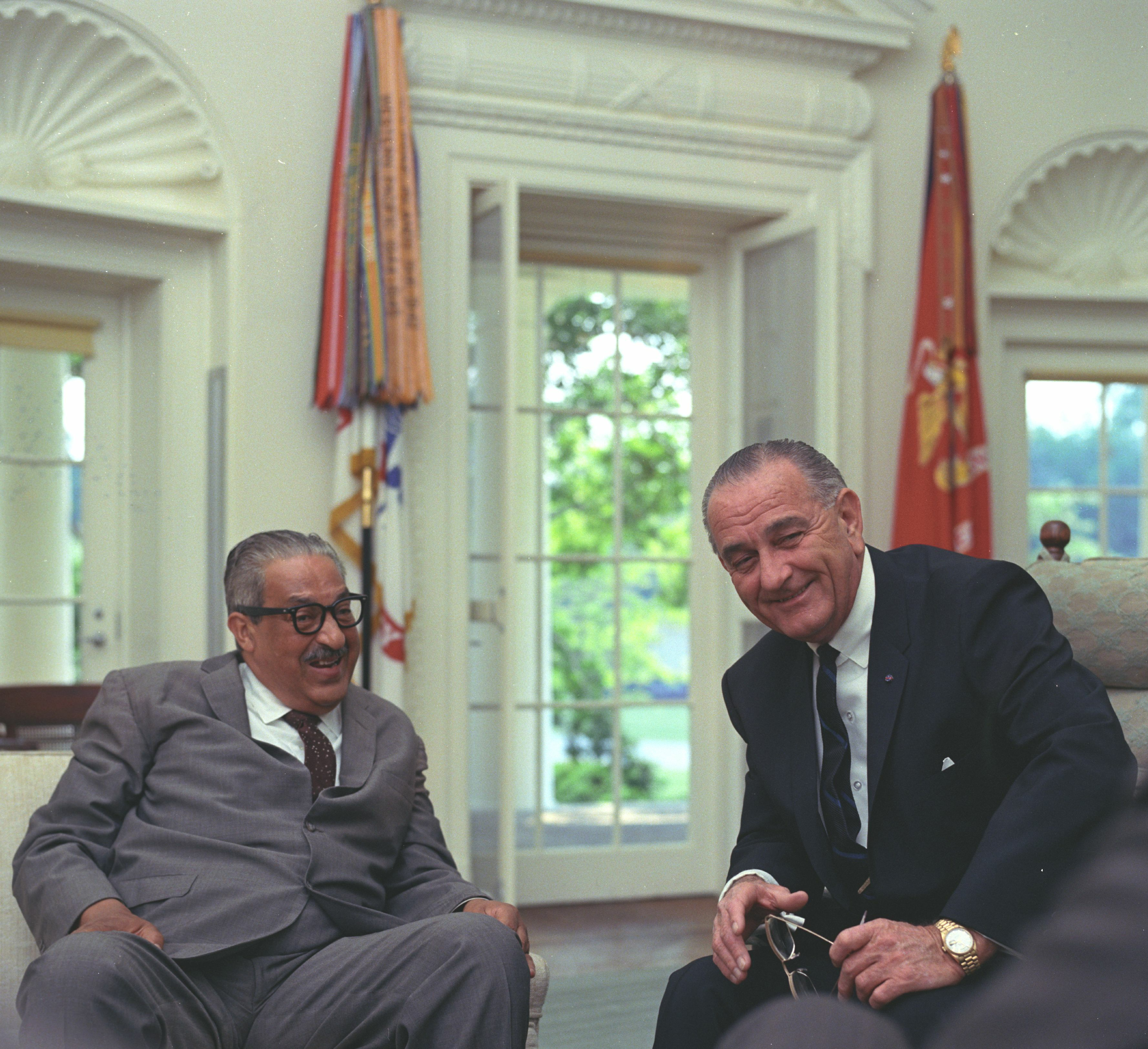
1967년 존슨이 임명한 서굿 마셜 (왼쪽)은 연방 대법원의 첫 아프리카계 미국인 판사가 되었다.

존슨은 재임 중 대법원에 두 명의 대법관을 임명했다. 그의 입법 의제에 대한 법원의 도전을 예상한 존슨은 자신에게 내부 정보를 제공할 수 있는 측근을 대법원에 두는 것이 유리하다고 생각하여 저명한 변호사이자 절친한 친구인 아베 포타스를 그 역할에 선택했다. 그는 골드버그 대법관을 주유엔 미국 대사로 설득하여 법원에 공석을 만들었다. 1967년에 두 번째 공석이 생기자 존슨은 [[서굿 마셜 대법원 지명|법무차관 서굿 마셜]]을 대법관으로 임명했고, 마셜은 미국 역사상 최초의 아프리카계 미국인 대법관이 되었다. 1968년, 존슨은 퇴임하는 얼 워런 대법원장의 후임으로 포타스를 지명하고, 포타스의 뒤를 이어 호머 손베리를 대법관으로 지명했다. 포타스의 지명은 그의 자유주의적 견해, 특히 대통령과의 긴밀한 관계에 반대하는 상원의원들에 의해 저지되었다. 마셜은 1991년 은퇴할 때까지 법원에서 일관된 자유주의적 목소리를 냈지만, 포타스는 1969년 대법원에서 물러났다.
대법원 임명 외에도 존슨은 미국 항소법원에 40명의 판사를, 미국 지방법원에 126명의 판사를 임명했다. 여기서도 그는 여러 사법 임명 논란을 겪었으며, 항소법원 후보 1명과 지방법원 후보 3명은 그의 임기가 끝나기 전에 미국 상원의 인준을 받지 못했다.

## 국내 문제

### 위대한 사회 국내 프로그램
정치적 수완과 상원 원내대표로서의 이전 재임에도 불구하고 존슨은 케네디 행정부에서 대체로 뒷전으로 밀려나 있었다. 그는 케네디의 미완성 국내 의제 통과를 확보하기로 결심하고 취임했는데, 이는 대부분 다양한 의회 위원회에서 묶여 있었다. 케네디와 존슨이 선호했던 많은 자유주의적 이니셔티브는 공화당과 남부 민주당의 보수 연합에 의해 수십 년 동안 저지되었다. 존슨이 대통령이 된 날 밤, 그는 보좌관에게 "오늘 밤 내 책상 위에 있는 모든 쟁점이 1937년 내가 의회에 왔을 때부터 내 책상 위에 있었다는 것을 아는가?"라고 물었다. 1964년 초, 존슨은 자신의 국내 프로그램을 설명하기 위해 "위대한 사회"라는 이름을 사용하기 시작했다. 이 용어는 리처드 굿윈이 만들었으며, 에릭 골드만의 월터 리프먼의 책 『선한 사회』의 제목이 대통령 의제의 총체를 가장 잘 포착한다는 관찰에서 영감을 받았다. 존슨의 위대한 사회 프로그램은 도시 재개발, 현대 교통, 깨끗한 환경, 빈곤 퇴치, 의료 개혁, 범죄 통제, 교육 개혁 운동을 포함했다. 프로그램 통과를 보장하기 위해 존슨은 의회와의 관계에 전례 없는 중요성을 부여했다.

### 세금 및 예산
| 회계 연도 | 수입   | 지출   | 흑자/ 적자 | GDP    | GDP 대비 부채 비율 |
| --------- | ------ | ------ | ---------- | ------ | ------------------ |
| 1964      | 112.6  | 118.5  | −5.9       | 661.7  | 38.8               |
| 1965      | 116.8  | 118.2  | −1.4       | 709.3  | 36.8               |
| 1966      | 130.8  | 134.5  | −3.7       | 780.5  | 33.8               |
| 1967      | 148.8  | 157.5  | −8.6       | 836.5  | 31.9               |
| 1968      | 153.0  | 178.1  | −25.2      | 897.6  | 32.3               |
| 1969      | 186.9  | 183.6  | 3.2        | 980.3  | 28.4               |
| Ref.      | [ 40 ] | [ 40 ] | [ 40 ]     | [ 41 ] | [ 42 ]             |

케인스 경제학 학파의 수석 경제 고문 세이모어 E. 해리스의 영향을 받은 케네디는 소비 수요를 자극하고 실업률을 낮추기 위한 세금 인하를 제안했다. 케네디의 법안은 하원을 통과했지만, 상원 재정위원회 위원장인 해리 F. 버드의 반대에 부딪혔다. 존슨이 취임하고 총 연방 예산을 1천억 달러 미만으로 줄이는 데 동의하자, 버드는 반대를 철회하여 1964년 소득세법 통과를 위한 길을 열었다. 1964년 2월 26일 법률로 서명된 이 법안은 개인 소득세율을 전반적으로 약 20% 인하하고, 최고 한계세율을 91%에서 70%로 낮추고, 법인세율을 약간 인하했다. 오랫동안 지연되었던 세금 인하 법안의 통과는 민권 법안 추진 노력을 용이하게 했다.
강력한 경제 성장에도 불구하고, 베트남 전쟁과 국내 프로그램에 대한 막대한 지출은 예산 적자 증가와 1970년대까지 이어질 인플레이션 시기에 기여했다. 1966년과 1967년 회계연도 사이에 예산 적자는 86억 달러로 두 배 이상 증가했으며, 1968년 회계연도에도 계속 증가했다. 이러한 증가하는 예산 적자에 대응하기 위해 존슨은 마지못해 세금 인상과 지출 삭감이 혼합된 두 번째 세금 법안인 1968년 세입 및 지출 통제법에 서명하여 1969년 회계연도에 예산 흑자를 달성했다.

### 민권
주요 민권 법안을 통과시킨 존슨의 성공은 놀라운 일이었다.

#### 1964년 민권법

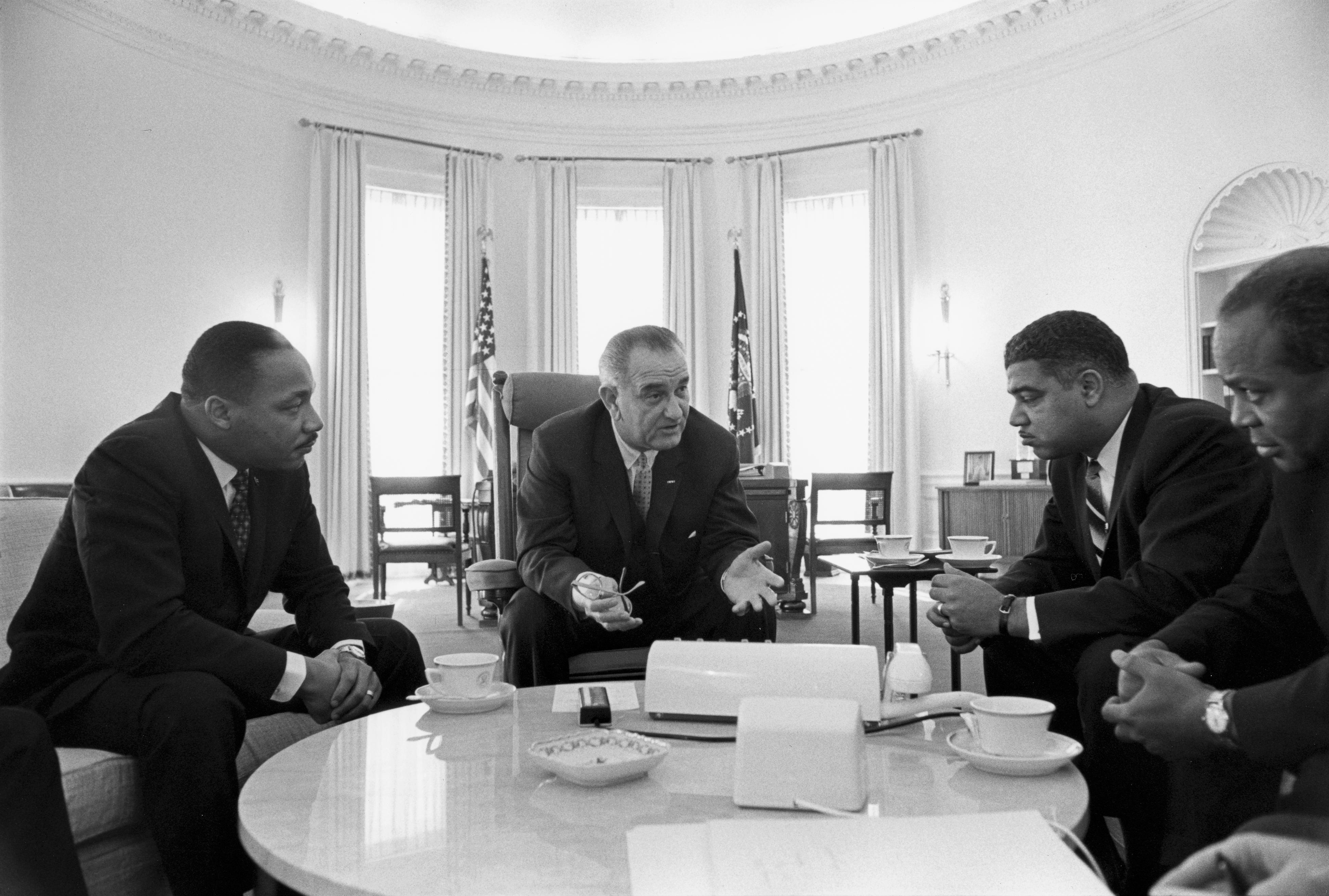
1964년 민권 지도자 마틴 루터 킹 주니어 (왼쪽), 휘트니 영, 제임스 파머와 회동하는 존슨

남부 출신이자 분리주의자 상원의원 리처드 러셀 주니어의 제자였음에도 불구하고, 존슨은 오랫동안 개인적으로 민권 운동에 공감해왔다. 대통령으로 취임할 무렵, 그는 재건 시대 이후 첫 주요 민권 법안 통과를 지지하게 되었다. 케네디는 공공 기관에서 분리를 금지하는 주요 민권 법안을 제출했지만, 존슨이 대통령직을 맡을 때까지 의회에서 교착 상태에 있었다. 존슨은 법안 통과를 목표로 했을 뿐만 아니라, 1950년대에 그랬던 것처럼 의회가 법안의 가장 중요한 조항을 삭제하고 또 다른 약화된 민권 법안을 통과시키는 것을 막으려 했다. 그는 1964년 1월 8일 국정연설에서 "이번 의회 회기는 지난 백 년간의 회기를 합친 것보다 더 많은 민권을 위해 노력한 회기로 알려지게 하자"고 의회에 공개적으로 도전하며 연설을 시작했다. 전기 작가 랜들 B. 우즈는 존슨이 민권법에 대한 지지를 얻기 위해 유대-기독교 윤리에 대한 호소를 효과적으로 사용했다고 썼다. 그는 "LBJ는 백인 미국을 도덕적 구속복에 싸매었다. 맹렬하고 지속적으로 그리고 압도적으로 자비롭고 정의로운 신과 자신을 동일시하는 사람들이 어떻게 인종 차별, 경찰의 만행, 분리를 계속 묵인할 수 있었겠는가?"라고 말했다.
존슨의 민권 법안이 하원 본회의에 상정되어 표결에 부쳐지기 위해서는 대통령이 하원 규칙위원회 위원장인 하워드 W. 스미스 의원을 우회할 방법을 찾아야 했다. 존슨과 그의 지지자들은 공화당 및 민주당 의원들을 설득하여 방출 청원을 지지하게 했고, 이는 법안이 하원 본회의에 강제로 상정되도록 할 것이었다. 방출 청원에 의해 우회될 가능성에 직면한 하원 규칙위원회는 민권 법안을 승인하고 하원 전체 본회의에 상정했다. 아마도 법안을 좌초시키려는 시도로, 스미스는 고용에서의 성 차별을 금지하는 수정안을 법안에 추가했다. 성 차별 조항이 포함되었음에도 불구하고 하원은 1964년 2월 10일 290대 110으로 민권 법안을 통과시켰다. 민주당 의원 152명과 공화당 의원 136명이 법안에 찬성했고, 반대 표의 대부분은 남북 전쟁 중 탈퇴했던 주를 대표하는 민주당 의원 88명에게서 나왔다.

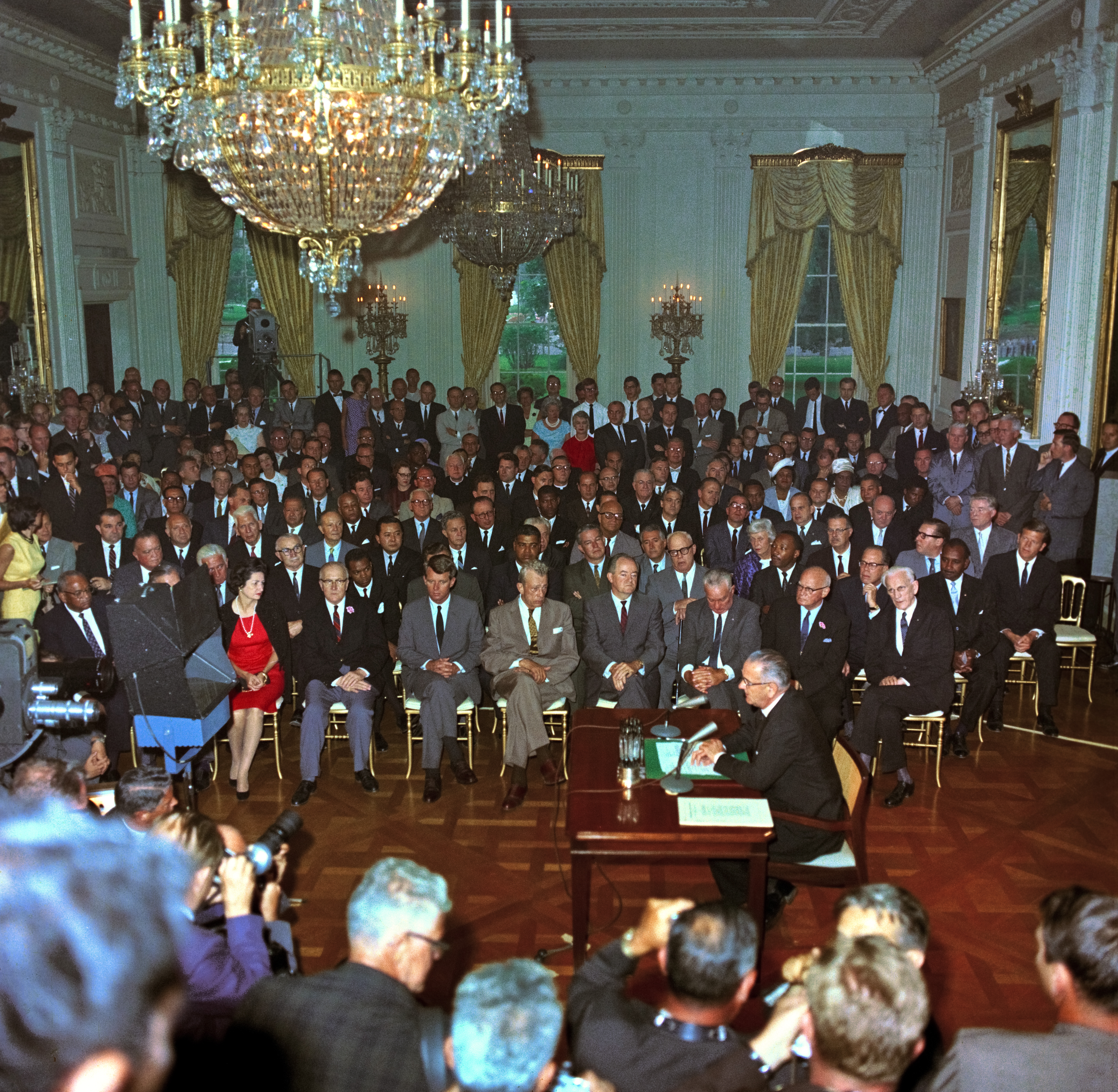
존슨 대통령이 1964년 민권법 서명식에서 텔레비전 카메라를 향해 연설하고 있다.

존슨은 상원 원내대표 마이크 맨스필드를 설득하여 하원 법안을 상원 사법위원회와 그 분리주의자 위원장인 제임스 이스트랜드를 우회하여 전체 상원의 직접 심의에 부치게 했다. 민권 법안을 위원회에 묶어두는 것이 더 이상 불가능해지자, 반민권 상원의원들은 필리버스터를 유일한 남은 도구로 삼게 되었다. 필리버스터를 극복하려면 최소 20명의 공화당 의원의 지지가 필요했는데, 공화당의 주요 대통령 후보인 배리 골드워터 상원의원이 법안에 반대했기 때문에 공화당 의원들의 지지는 점차 줄어들고 있었다. 존슨과 보수주의자인 더크슨은 더크슨이 법안을 지지하는 대신 미국 고용 평등 기회 위원회의 집행 권한이 약화되는 타협안에 도달했다. 몇 달간의 논쟁 끝에 상원은 71대 29로 종결 투표를 가결하여, 당시 필리버스터를 종결하는 데 필요한 67표 문턱을 간신히 넘었다. 대부분의 반대 표는 남부 민주당 의원들로부터 나왔지만, 골드워터 상원의원과 5명의 다른 공화당 의원들도 필리버스터 종결에 반대표를 던졌다. 6월 19일, 상원은 73대 27로 법안에 찬성하여 대통령에게 보냈다.
존슨은 7월 2일에 1964년 민권법에 서명하여 법률로 공포했다. 존슨은 연설에서 "우리는 모든 사람이 평등하게 창조되었다고 믿는다"고 말했다. "그러나 많은 사람들이 평등한 대우를 거부당하고 있다." 이 법은 인종, 색, 출신 국가, 종교 또는 성별에 따른 차별을 금지했다. 또한 공공 편의 시설에서의 인종 분리 및 고용 차별을 금지했으며, 인종 및 성별 고용 차별을 조사하는 연방 정부의 권한을 강화했다. 전설에 따르면, 존슨은 1964년 민권법에 서명하면서 남부 백인들이 민주당에 반발할 것을 예상하고 보좌관에게 "우리는 한 세대 동안 남부를 잃었다"고 말했다고 한다. 민권법은 이후 애틀랜타 모텔 대 미국 사건과 같은 판례에서 대법원에 의해 지지되었다.

#### 선거권법

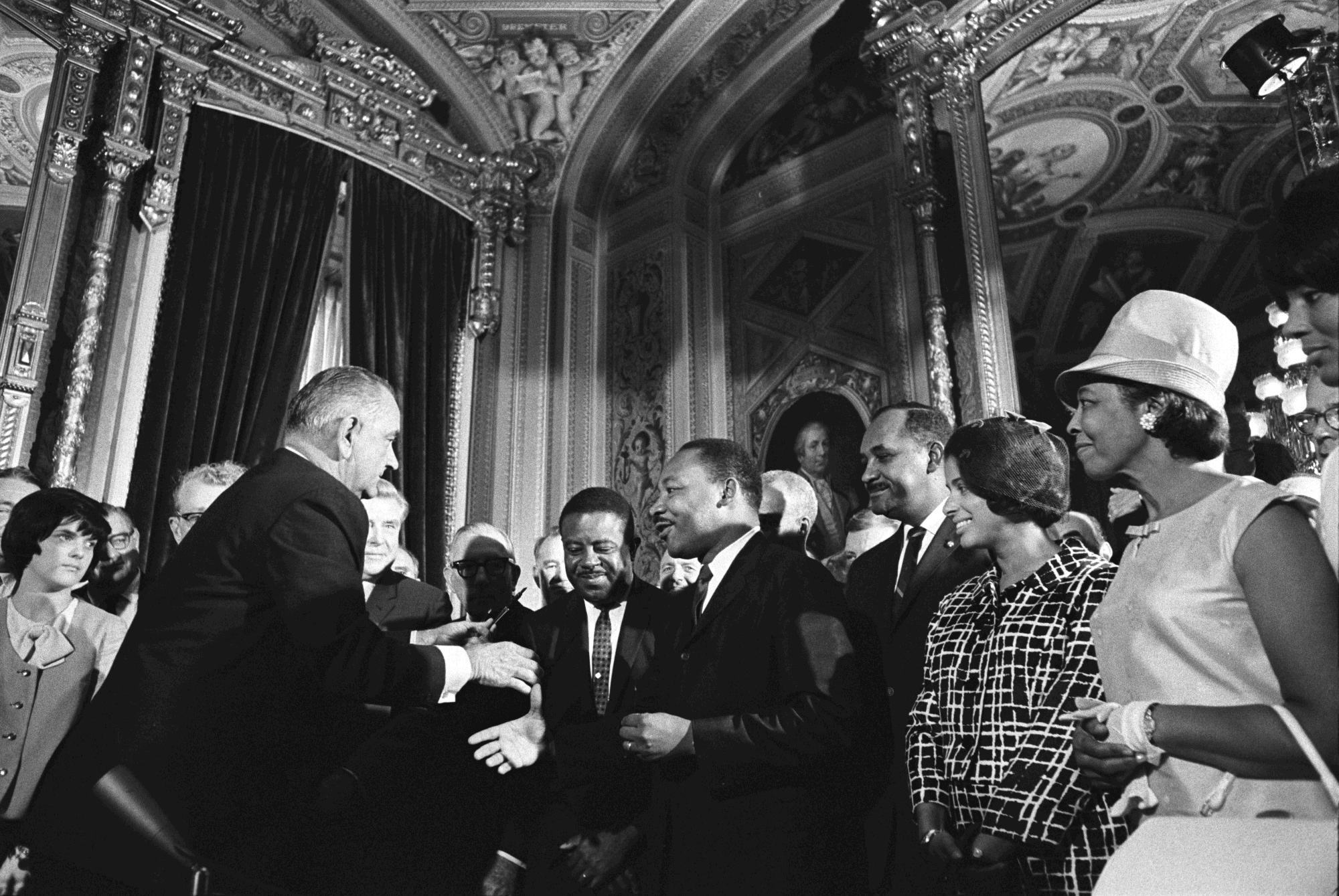
1965년 8월 6일 선거권법 서명식에서 린든 B. 존슨 대통령, 마틴 루터 킹 주니어, 로자 파크스

재건 시대가 끝난 후, 대부분의 남부 주에서는 수정 헌법 제15조를 위반하지 않는 한 흑인 시민들을 정치에서 배제하고 소외시키기 위해 고안된 법률을 제정했다. 1964년 민권법 통과와 1964년 1월의 인두세를 금지한 수정 헌법 제24조 비준에도 불구하고, 많은 주에서는 "백인 예비선거"와 문맹 테스트와 같은 장치를 통해 아프리카계 미국인의 선거권을 계속해서 효과적으로 박탈했다. 1964년 선거 직후, 존슨은 니콜라스 카첸바흐 법무장관에게 "할 수 있는 한 가장 지독하고 강력한 선거권법"을 초안하라고 비공개적으로 지시했다. 그러나 그는 그 당시에는 공개적으로 법안을 추진하지 않았다. 그의 고문들은 의회가 민권법을 통과시킨 지 얼마 되지 않아 선거권 법안을 강력하게 추진하는 것이 정치적 대가를 치를 것이라고 경고했고, 존슨은 선거권을 옹호하는 것이 의회의 남부 민주당원들을 화나게 하여 다른 위대한 사회 개혁을 위태롭게 할까 봐 우려했다.
1964년 선거 직후, 남부기독교지도회의 (SCLC)와 학생 비폭력 조정 위원회 (SNCC)와 같은 민권 단체들은 소수 인종의 투표권을 보호하기 위한 연방 조치를 추진하기 시작했다. 1965년 3월 7일, 이 단체들은 셀마 몽고메리 행진을 시작했으며, 셀마 주민들은 투표권 문제를 강조하고 조지 월리스 주지사에게 불만을 제기하기 위해 앨라배마의 주도인 몽고메리로 행진했다. 첫 행진에서 시위대는 주 및 카운티 경찰에 의해 저지되었고, 경찰은 군중에게 최루제를 발사하고 시위대를 짓밟았다. "피의 일요일"로 알려진 이 장면의 TV 영상은 전국적으로 분노를 불러일으켰다. 자신에게 가해지는 급격히 증가하는 정치적 압력에 대한 응답으로 존슨은 즉시 선거권 법안을 의회에 제출하고, 의회 합동 회의에서 미국 국민에게 연설하기로 결정했다. 그는 다음과 같이 시작했다.
나는 오늘 밤 인간의 존엄과 민주주의의 운명을 위해 말한다. 나는 모든 정당의 모든 구성원, 모든 종교와 모든 인종의 미국인들, 이 나라의 모든 지역에서 나에게 이 대의에 동참할 것을 촉구한다. ...어떤 시기에도 미국의 비밀스러운 심장을 드러내는 쟁점은 드물다. 우리의 성장이나 풍요, 우리의 복지나 안보가 아니라, 우리의 사랑하는 국가의 가치와 목적, 의미에 대한 도전에 직면하는 것은 드물다. 미국 흑인의 평등권 문제는 그러한 쟁점이다. 그리고 우리가 모든 적을 물리치고, 우리의 부를 두 배로 늘리고, 별들을 정복하더라도, 이 문제에 미치지 못한다면, 우리는 국민으로서, 국가로서 실패한 것이다. 왜냐하면, 국가든 개인이든, '사람이 온 세상을 얻고도 자기 영혼을 잃으면 무엇이 유익하겠는가?'
존슨과 더크슨은 1965년 선거권법에 찬성하는 강력한 초당적 연합을 구축하여, 상원 필리버스터가 법안을 저지할 가능성을 배제했다. 1965년 8월, 하원은 333대 85로 법안을 승인했고, 상원은 79대 18로 법안을 통과시켰다. 존슨이 1965년 8월 6일에 법률로 서명한 이 획기적인 법안은 투표에서의 차별을 불법화하여, 수백만 명의 남부 흑인들이 처음으로 투표할 수 있게 했다. 이 법에 따라 앨라배마, 사우스캐롤라이나, 노스캐롤라이나, 조지아, 루이지애나, 미시시피, 버지니아는 1965년에 사전 허가 절차를 거치게 되었다. 그 결과는 중요했다. 1968년에서 1980년 사이에 남부 흑인 선출직 주 및 연방 공직자의 수는 거의 두 배가 되었다. 미시시피주에서는 1964년과 1967년 사이에 아프리카계 미국인의 유권자 등록률이 6.7%에서 59.8%로 증가했으며, 이는 아프리카계 미국인 유권자 등록률의 전반적인 증가를 반영한다.

#### 1968년 민권법
1966년 4월, 존슨은 집주인이 인종을 이유로 계약을 거부하는 것을 금지하는 법안을 의회에 제출했다. 이 법안은 즉시 이전 두 주요 민권 법안을 지지했던 북부인들로부터 많은 반대를 불러일으켰다. 이 법안의 한 버전이 하원을 통과했지만, 상원의 승인을 얻지 못하여 존슨의 첫 주요 입법적 패배를 기록했다. 이 법은 1968년 4월 4일 마틴 루터 킹 주니어 암살 사건과 킹의 죽음 이후 전국적으로 발생한 시민 불안 이후 새로운 추진력을 얻었다. 존슨 행정부와 민주당 하원의장 존 W. 맥코맥의 새로운 긴급한 관심으로, 이 법안은 4월 10일 의회를 통과했고 존슨이 신속히 법률로 서명했다. 법안의 한 구성 요소인 공평주거권리법은 여러 형태의 주택 차별을 불법화했으며, 많은 아프리카계 미국인들이 교외로 이주할 수 있게 했다.

### "빈곤과의 전쟁"

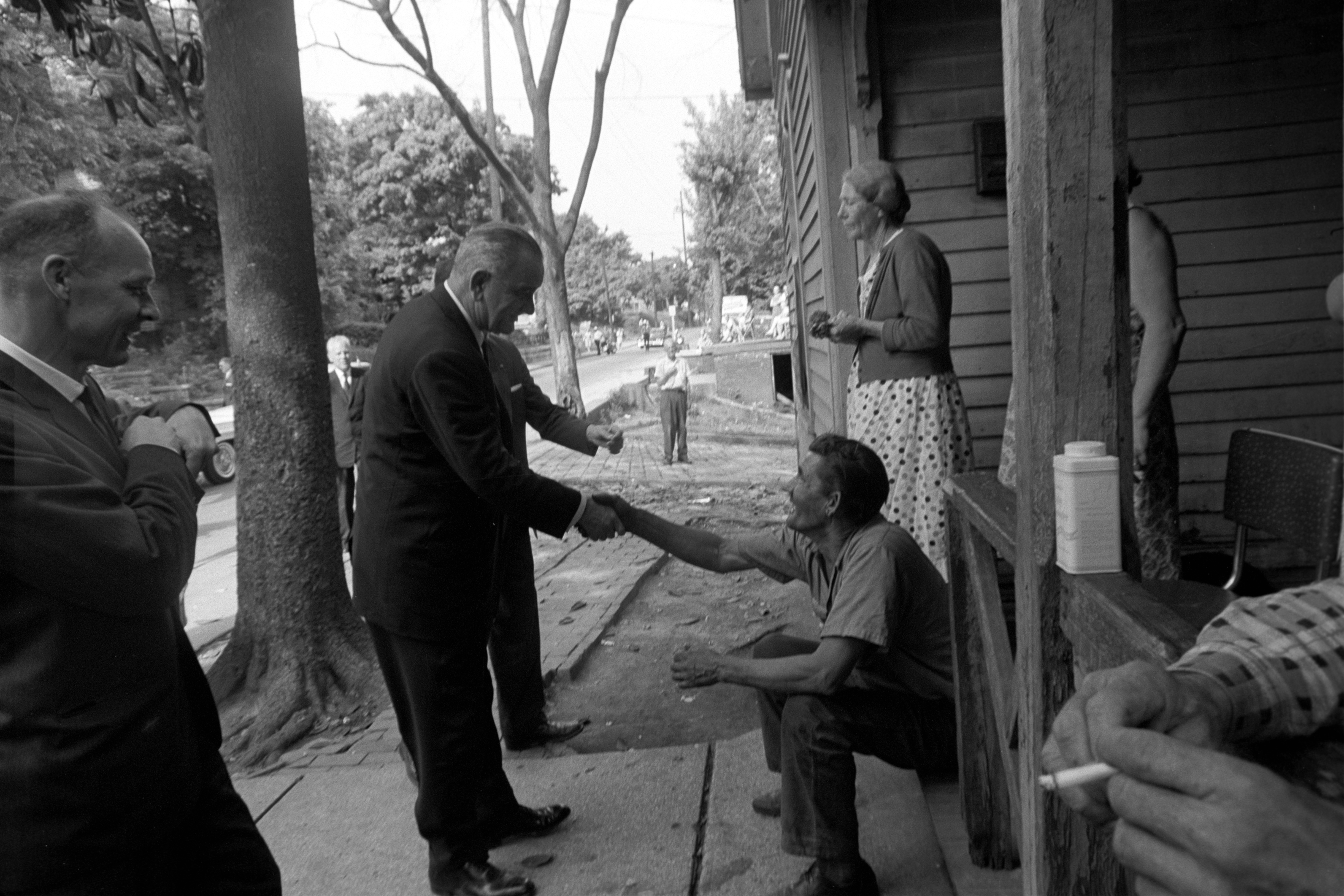
1964년 존슨 대통령의 빈곤 시찰

1962년 다른 미국의 출간은 빈곤을 공공 문제로 부각시키는 데 기여했으며, 케네디 행정부는 빈곤 퇴치 이니셔티브를 구상하기 시작했다. 존슨은 이 이니셔티브를 바탕으로 1964년 국정연설에서 "이 행정부는 오늘, 지금, 미국에서 빈곤에 대한 무조건적인 전쟁을 선포한다. 우리의 목표는 빈곤의 증상을 완화하는 것뿐만 아니라 그것을 치료하고, 무엇보다도 그것을 예방하는 것이다"라고 밝혔다.
1964년 4월, 존슨은 빈곤층에게 원조를 제공하는 지역 지역 사회 활동 기관 (CAA)을 감독하기 위해 경제 기회 사무국 (OEO)을 설립할 1964년 경제 기회법을 제안했다. 존슨은 1964년 3월 16일 의회에서 "새로운 지역 사회 활동 프로그램을 통해 우리는 빈곤의 근원인 도시의 거리와 시골의 농장, 아주 어린 아이들과 가난한 노인들에게 빈곤을 타파할 의도를 가지고 있다. 이 프로그램은 전국의 남녀에게 자신들의 지역 사회에서 빈곤 퇴치를 위한 장기 계획을 준비할 것을 요청한다"고 말했다. 각 CAA는 지역 주민으로부터 "최대한의 실현 가능한 참여"를 요구받았으며, 지역 사회의 필요에 맞는 빈곤 퇴치 프로그램을 설계하고 운영해야 했다. 이는 CAA를 자신들의 지역 사회에서 OEO의 자금 지원과 격려를 받는 대안적인 권력 구조로 보았던 지역 정치 체제에 위협이 되었다. 많은 정치 지도자들(예: 시카고 시장 리처드 J. 데일리)은 CAA가 가난하고 소수 민족이 사는 지역에 가져다준 권력 공유에 대해 공개적으로 또는 비공개적으로 불만을 표명했다. 1967년, 그린 수정안은 시 정부에게 자신들의 지역 사회를 위한 공식 CAA를 결정할 권리를 부여했다. 그 결과 시민 참여 개혁 운동은 중단되었다.
경제 기회법은 또한 직업훈련단과 국내판 미국 평화 봉사단인 아메리코어스 VISTA를 창설할 것이었다. 민간 보존단 (CCC)을 모델로 한 직업훈련단은 저소득 고위험 청년(16세~24세)에게 학업 및 직업 기술을 제공하여 의미 있는 고용을 얻도록 돕는 기숙 교육 및 직업 훈련 프로그램이었다. VISTA는 문맹, 불충분한 주택, 열악한 건강과 같은 문제들을 해결하기 위해 전국에 자원봉사자들을 배치했다. 그들은 다양한 조직, 지역 사회 및 개인과 함께 지역 사회 프로젝트에서 일했다. 1965년 말까지 2,000명의 자원봉사자가 서명했다. 이 법은 정부가 경제적 기회를 제공함으로써 빈곤층을 가장 잘 도울 수 있다는 존슨의 신념을 반영했다. 존슨은 충분한 보수 민주당원들의 지지를 얻어 법안을 통과시켰고, 1964년 8월 20일 서명했다. 사전트 슈라이버의 지도 아래, OEO는 이웃 법률 서비스와 같은 프로그램을 개발했으며, 이는 계약 및 집주인과의 분쟁과 같은 문제에서 빈곤층에게 무료 법률 지원을 제공하는 프로그램이었다. 존슨은 또한 의회를 설득하여 1964년 식량 스탬프 법을 승인하도록 했는데, 이는 케네디 대통령이 시작했던 식량 스탬프 시범 프로그램을 영구화한 것이었다.

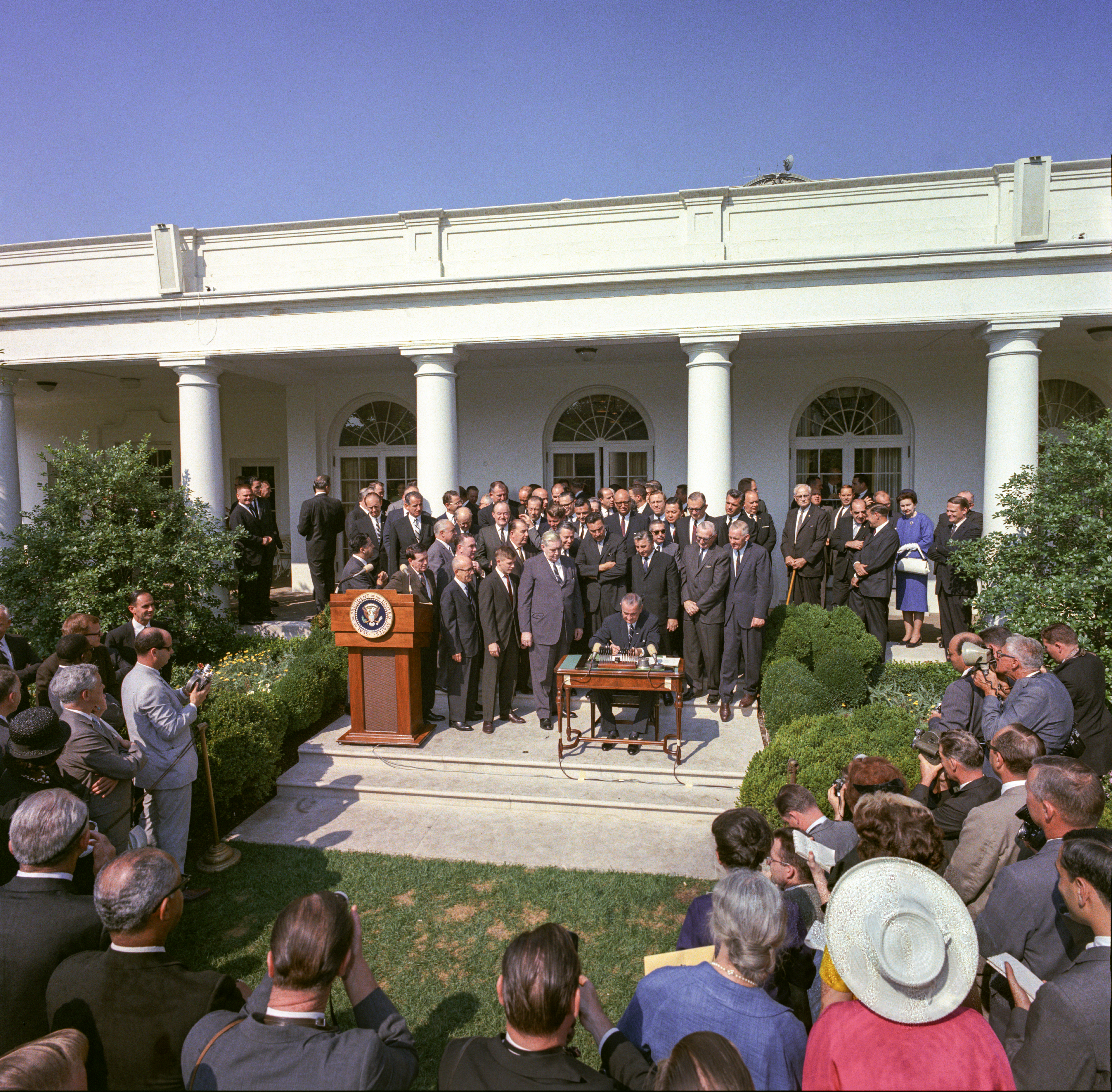
1964년 경제 기회법에 서명하는 존슨

1965년 8월, 존슨은 1965년 주택 및 도시 개발법에 서명하여 법률로 제정했다. 그는 이 법안을 1920년대 이후 연방 주택 정책에서 "단 한 번의 가장 중요한 돌파구"라고 불렀으며, 기존 연방 주택 프로그램에 대한 자금 지원을 크게 확대하고, 노인 및 장애인을 위한 임대료 보조금, 가난한 주택 소유자를 위한 주택 재건 보조금, 참전 용사가 주택 융자를 받기 위한 매우 낮은 계약금을 지불할 수 있도록 하는 조항, 공공 주택 자격을 갖춘 가족이 비어 있는 개인 주택에 거주할 수 있도록 하는 새로운 권한(집주인에 대한 보조금 포함), 그리고 수자원 및 하수 시설 건설, 저소득 지역의 커뮤니티 센터 건설, 도시 미화를 위한 지방 자치 단체에 대한 매칭 보조금을 제공하는 새로운 프로그램을 추가했다. 4주 후, 9월 9일, 대통령은 미국 주택도시개발부를 설립하는 법안에 서명했다.
존슨은 빈곤과의 전쟁에서 추가적인 조치를 취하여 1966년 1월 의회에 "시범 도시 프로그램"을 제시하는 도시 재개발 노력을 시작했다. 이 프로그램에 자격을 얻으려면 도시가 "황폐화와 부패를 막고 도시 전체 발전에 상당한 영향을 미칠" 준비가 되어 있음을 입증해야 했다. 존슨은 연간 4억 달러, 총 24억 달러의 투자를 요청했다. 1966년 말, 의회는 존슨이 나중에 모델 시티 프로그램이라고 불렀던 9억 달러 규모의 대폭 축소된 프로그램을 통과시켰다. 이 프로그램의 초기 목표는 재건뿐만 아니라 재활, 사회 서비스 제공, 시민 참여를 포함하는 포괄적인 계획을 강조했다. 전기 작가 제프 셰솔은 모델 시티가 돌파구로 여겨질 만큼 오래 지속되지 못했다고 썼다. 정부 일자리를 얻은 가난한 사람들은 급여를 사용하여 낙후된 동네를 떠났다. 일부 도시에서는 주요 수혜자가 도시 정치 기구였다. 이 프로그램은 1974년에 종료되었다.
1968년 8월, 존슨은 도시에 대한 원조 확대를 위해 고안된 훨씬 더 큰 규모의 자금 패키지인 1968년 주택 및 도시 개발법을 통과시켰다. 이 프로그램은 1965년 법률을 확장했지만, 중산층 가구를 위한 두 가지 새로운 주택 금융 프로그램인 235조와 236조를 만들었으며, 공공 주택 및 도시 재개발에 대한 지원을 크게 확대했다.
존슨의 빈곤과의 전쟁과 강력한 경제 덕분에 전국 빈곤율은 1964년 20%에서 1974년 12%로 떨어졌다. OEO는 1981년에 폐지되었다. 일부 경제학자들은 빈곤과의 전쟁이 빈곤율의 실질적인 감소를 가져오지 못했다고 주장한다. 다른 비판자들은 존슨의 프로그램이 가난한 사람들을 정부에 너무 의존하게 만들었다고 더 나아가 주장한다. 다른 학자들은 이러한 비판에 이의를 제기했다. 빈곤과의 전쟁의 효과는 미국의 베트남 전쟁 개입으로 인해 제한되었는데, 이는 국가의 경제 자원을 소모했다.

### 교육

레이디 버드 존슨 영부인이 헤드 스타트 수업을 방문하는 모습(1966년)

자신이 텍사스에서 공교육을 통해 빈곤에서 벗어난 존슨은 교육이 무지와 빈곤을 치유할 수 있다고 굳게 믿었다. 1960년대 교육 자금은 대규모 베이비 부머 세대가 야기한 인구통계학적 문제로 인해 특히 빠듯했지만, 의회는 공립학교에 대한 연방 자금 지원 증액을 반복적으로 거부했다. 1964년 선거에서의 압도적인 승리에 힘입어 1965년 초 존슨은 초등 및 중등 교육법 (ESEA)을 제안했는데, 이는 교육에 대한 연방 지출을 40억 달러에서 80억 달러로 두 배로 늘릴 것이었다. 이 법안은 의회의 양원을 큰 표 차이로 빠르게 통과했다. ESEA는 모든 학군에 대한 자금 지원을 늘렸지만, 가난한 가정의 학생 비율이 높은 학군에 더 많은 돈을 지원했다. 이 법안은 교구 학교에 간접적으로 자금을 지원했지만, 분리 정책을 시행하는 학군이 연방 자금을 받는 것을 막았다. 연방 교육 지출의 비중은 1958년 3%에서 1965년 10%로 증가했으며, 1965년 이후에도 계속 증가했다. 이 법안은 또한 인종 차별 철폐 속도를 크게 높이는 데 기여했는데, 남부 아프리카계 미국인 학생 중 통합 학교에 다니는 학생의 비율이 1964년 2%에서 1968년 32%로 증가했다.
존슨의 두 번째 주요 교육 프로그램은 "우리 대학의 교육 자원을 강화하고 고등 교육 학생들에게 재정 지원을 제공하기 위해" 고안된 1965년 고등 교육법이었다. 이 법안은 대학에 제공되는 연방 자금을 늘리고, 장학금을 만들고, 학생들에게 저금리 대출을 제공했으며, 교사단을 설립했다. 이 법안 통과 후 대학 졸업률은 급증하여, 1964년에서 2013년 사이에 대학 졸업자 비율이 3배로 늘어났다. 존슨은 또한 1965년에 가난한 가족의 자녀들을 위한 조기 교육 프로그램인 헤드 스타트를 설립하는 세 번째 중요한 교육 법안에 서명했다. 이 프로그램은 불우한 아동들이 직면하는 어려움 중 일부가 어린 시절 정기적인 인지 발달 기회 부족으로 인한 것임을 밝혀냈다. 해결책으로 헤드 스타트는 불우한 미취학 아동들에게 의료, 치과, 사회 서비스, 영양 및 심리적 돌봄을 제공했다. 1965년 이후 헤드 스타트 프로그램은 3100만 명 이상의 영유아에게 서비스를 제공했다. 의회는 또한 가난한 십대들을 위한 대학 준비 프로그램인 업워드 바운드를 승인했다.
멕시코, 캘리포니아, 텍사스에서 스페인어 사용 아동의 수가 증가함에 따라, 이 지역들은 인종 분리 공립학교를 설립했다. 이 학교들은 주로 영어를 가르치는 데 중점을 두었지만, 비라틴계 백인 아동을 위한 학교보다 적은 자금을 지원받았다. 이로 인해 이 학교들은 자원 부족과 자격 미달 교사 문제를 겪었다. 1968년의 이중 언어 교육법은 2002년에 만료될 때까지 영어 구사 능력이 제한적인 아동들을 위한 교육 프로그램을 설립할 목적으로 학군에 연방 보조금을 제공했다.

### 메디케어 및 메디케이드

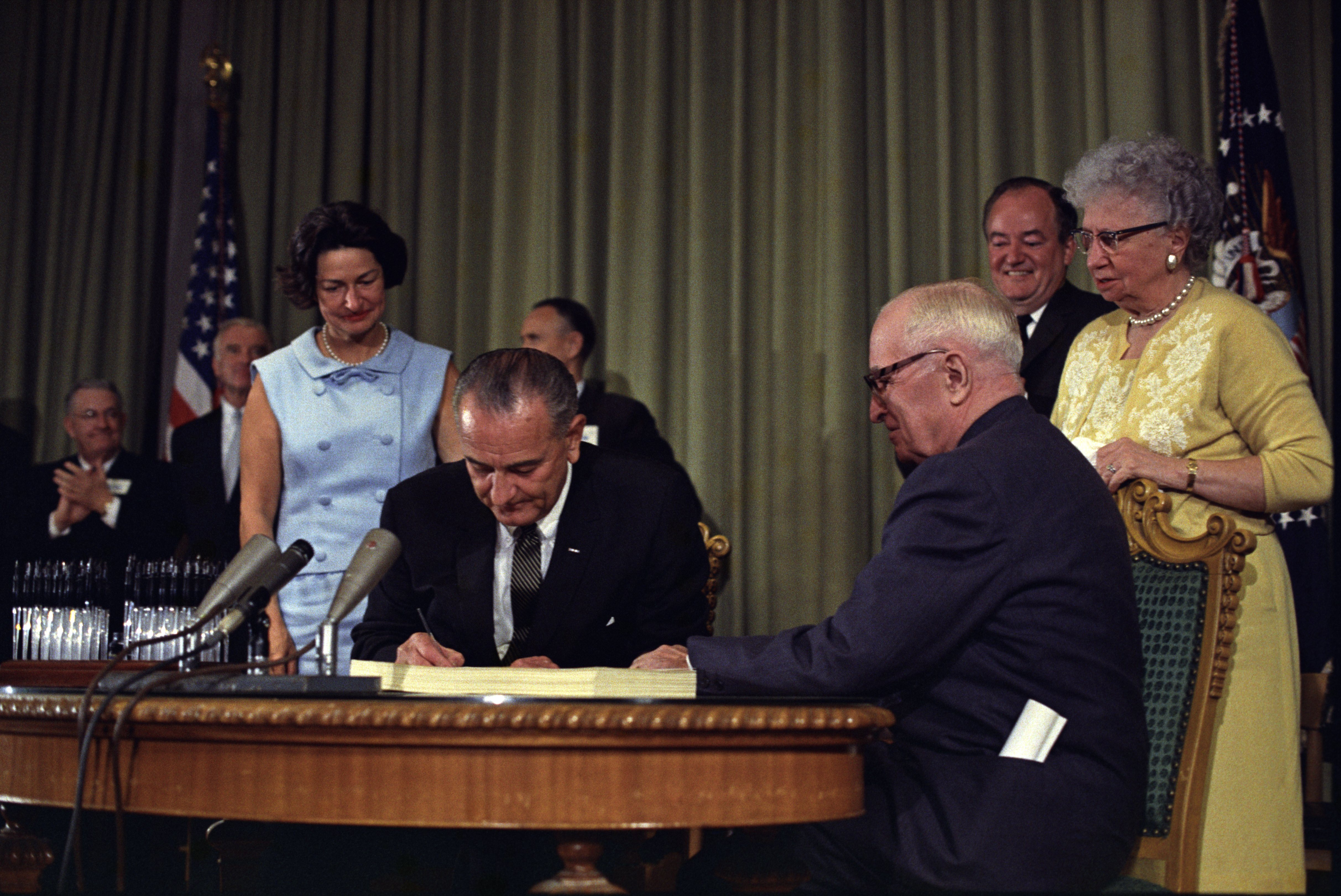
해리 S. 트루먼 전 대통령 옆에 앉아 1965년 사회보장법 개정안에 서명하는 존슨

1957년부터 많은 민주당원들은 정부가 노인들의 병원 방문 비용을 부담할 것을 주장했지만, 미국의사협회 (AMA)와 재정 보수주의자들은 건강보험에서 정부의 역할에 반대했다. 1965년에는 65세 이상 미국인의 절반이 건강보험이 없었다. 존슨은 사회보장국이 관리하고 급여세로 자금을 조달하는 메디케어 프로그램을 설립할 킹-앤더슨 법안의 통과를 지지했다. 핵심 미국 하원 세입세출위원회 위원장인 윌버 밀스는 오랫동안 그러한 개혁에 반대해 왔지만, 1964년 선거에서 AMA의 많은 동맹국들이 패배했고 대중이 어떤 형태의 공공 의료를 지지한다는 것이 드러났다.
밀스와 존슨 행정부 관리인 윌버 J. 코헨은 메디케어 파트 A, 메디케어 파트 B, 메디케이드로 구성된 3부작 의료 법안을 만들었다. 메디케어 파트 A는 모든 사회 보장 수혜자를 대상으로 최대 90일의 입원(공제액 제외)을 보장했으며, 메디케어 파트 B는 의사 방문에 대한 노인들을 위한 자발적인 의료 보험을 제공했고, 메디케이드는 빈곤층을 위한 주에서 제공하는 건강 보험 프로그램을 설립했다. 이 법안은 의회의 양원 모두에서 빠르게 승인되었고, 존슨은 1965년 7월 30일에 1965년 사회보장법 개정안에 서명하여 법률로 제정했다. 존슨은 메디케어 법안에 서명한 후 트루먼 도서관에서 해리 S. 트루먼 전 대통령과 그의 부인 베스 트루먼에게 첫 두 장의 메디케어 카드를 전달했다. 일부 의사들이 메디케어 보이콧을 통해 시행을 막으려 했지만, 결국에는 널리 받아들여지는 프로그램이 되었다. 1966년에는 약 1900만 명의 노인들이 메디케어에 가입했다. 1976년까지 메디케어와 메디케이드는 인구의 5분의 1을 커버했지만, 미국 인구의 상당수는 여전히 의료 보험이 없었다.

### 환경

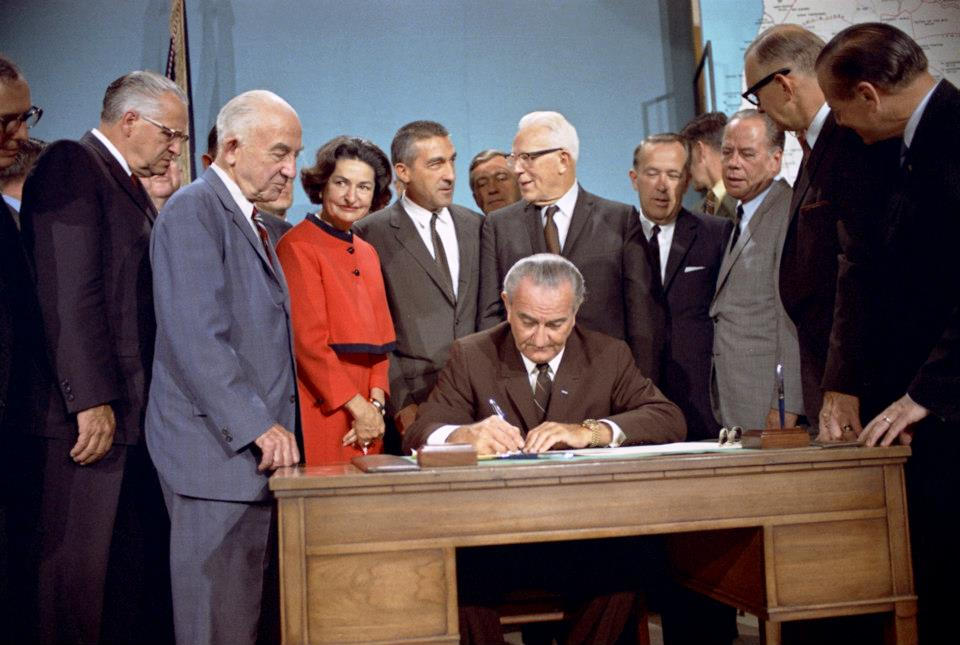
존슨 대통령이 국가 야생 및 경관 강 법에 서명하는 모습, c. 1968년 10월 2일

1962년 레이철 카슨의 『침묵의 봄』 출간은 환경주의와 오염, 농약 중독 (예: DDT)이 공중 보건에 미치는 위험에 대한 새로운 관심을 불러일으켰다. 존슨은 케네디의 확고한 친환경적 내무장관 스튜어트 유달을 유임시켰고, 환경 보호를 위해 고안된 수많은 법안에 서명했다. 그는 케네디가 제안했던 1963년 청정대기법에 서명하여 법률로 제정했다. 청정대기법은 대기 오염 고정 배출원에 대한 배출 기준을 설정하고, 대기 질 연구에 연방 자금을 지원했다. 1965년에는 자동차 대기 오염 통제법에 의해 개정되었는데, 이 법은 연방 정부가 새로운 자동차와 엔진에서 발생하는 오염 물질 배출을 통제하기 위한 국가 기준을 설정하고 시행하도록 지시했다. 1967년, 존슨과 에드먼드 머스키 상원의원은 1967년 대기질법의 통과를 주도했는데, 이 법은 주 및 지역 오염 통제 프로그램에 대한 연방 보조금을 늘렸다.
대통령 재임 기간 동안 존슨은 300개가 넘는 보전 법안에 서명하여 현대 환경 운동의 법적 기반을 마련했다. 1964년 9월, 그는 연방 및 주립 공원용 토지 구매를 돕는 토지 및 수자원 보전 기금을 설립하는 법률에 서명했다. 같은 달, 존슨은 국립 야생 보호 시스템을 설립한 야생법에 서명했다. 이는 910만 에이커의 산림지를 산업 개발로부터 보호했다. 포괄적인 멸종위기종 법안 중 첫 번째인 1966년 멸종위기종 보호법은 내무장관에게 토착 어류 및 야생 동물을 멸종 위기종으로 지정하고, 멸종 위기종 서식지를 국립 야생 동물 보호 시스템에 포함하기 위해 취득할 권한을 부여한다. 1968년의 야생 및 경관 강 법은 국립 야생 및 경관 강 시스템을 설립했다. 이 시스템에는 220개 이상의 강이 포함되며, 13,400마일 이상의 강과 개천을 포함한다. 1968년의 국립 트레일 시스템 법은 경관 및 레크리에이션 트레일의 전국 시스템을 만들었다.
1965년, 레이디 버드 존슨 영부인은 고속도로 미화법 통과를 주도했다. 이 법은 국가의 성장하는 주간고속도로와 기존 연방 보조 주요 고속도로 시스템을 따라 특정 유형의 표지판 제거를 포함하여 옥외 광고를 통제하도록 요구했다. 또한 고속도로 또는 주요 고속도로를 따라 있는 특정 고물상은 제거되거나 가려지도록 요구했으며, 경관 개선 및 도로변 개발을 장려했다. 같은 해, 머스키는 1965년 수질법의 통과를 주도했지만, 보수주의자들은 연방 정부가 깨끗한 물 기준을 설정할 권한을 부여하는 법안의 조항을 삭제했다.

### 이민

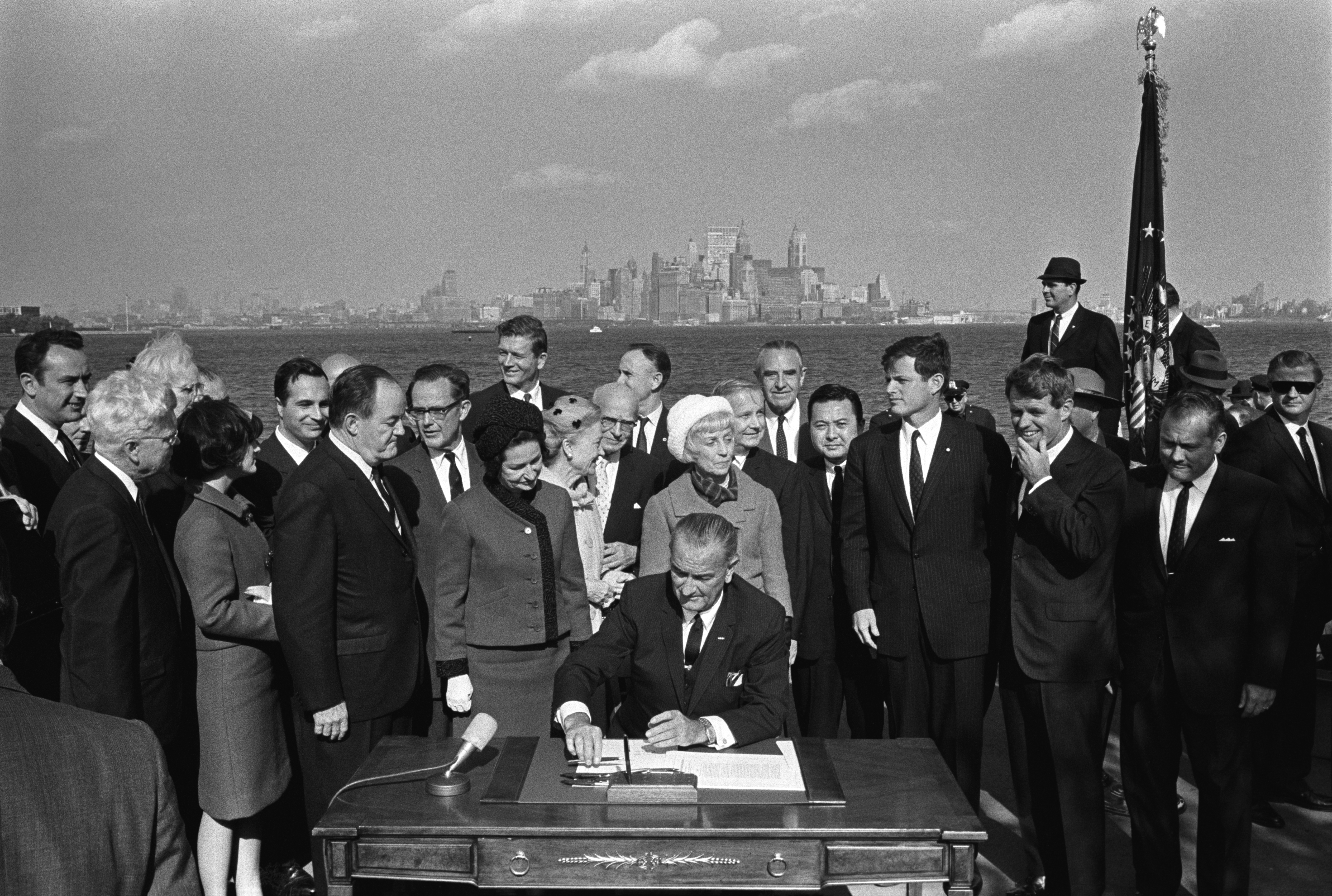
린든 B. 존슨 대통령이 1965년 이민 및 국적법에 서명하고, 에드워드 케네디와 로버트 F. 케네디 상원의원 등이 지켜보고 있다.

존슨 자신은 이민을 높은 우선순위로 두지 않았지만, 임마누엘 셀러가 이끄는 의회 민주당원들은 광범위한 1965년 이민 및 국적법을 통과시켰다. 이 법은 서유럽과 서반구 이외의 국가에서 이민을 제한했던 국가 기원 공식을 폐지했다. 이 법은 매년 미국에 입국할 수 있는 이민자의 수를 크게 늘리지는 않았지만 (약 30만 명), 전체 이민자 수와 관계없이 일부 이민자가 입국할 수 있도록 하는 가족 재결합 조항을 제공했다. 주로 가족 재결합 조항 때문에 전체 이민 수준은 예상보다 훨씬 많이 증가했다. 이 법을 제정한 사람들은 이 법이 남유럽과 동유럽에서 더 많은 이민을 가져오고, 아시아와 아프리카에서 이민이 비교적 소폭 증가할 것으로 예상했다. 이러한 예상과는 달리, 주요 이민 출신지는 유럽에서 벗어났다. 1976년까지 합법 이민자의 절반 이상이 멕시코, 필리핀, 한국, 쿠바, 대만, 인도 또는 도미니카 공화국에서 왔다. 미국 내 외국 태생 인구 비율은 1965년 5%에서 2016년 14%로 증가했다. 존슨은 또한 쿠바 난민에게 영주권 및 시민권을 더 쉽게 취득할 수 있도록 허용한 쿠바 조정법에 서명했다.

### 교통
1960년대 중반, 다양한 소비자보호 활동가와 안전 전문가들은 의회와 미국 국민에게 도로를 덜 위험하게 만들고 차량을 더 안전하게 만들기 위해 더 많은 노력이 필요하다고 주장하기 시작했다. 이러한 정서는 1965년 랠프 네이더의 『어떤 속도에서도 안전하지 않다』 출판 이후 확신으로 굳어졌다. 이듬해 초, 의회는 고속도로 안전에 관한 일련의 큰 주목을 받은 청문회를 개최했고, 결국 두 법안—국가 교통 및 자동차 안전법 (NTMVSA)과 고속도로 안전법 (HSA)—을 승인했으며, 대통령은 9월 9일에 이 법안에 서명하여 연방 정부가 자동차 및 도로 안전 기준을 설정하고 시행할 책임을 지게 되었다. HSA는 각 주가 운전자 교육 및 개선된 면허 발급 및 자동차 검사를 지원하는 안전 프로그램을 시행하도록 요구했으며, 공공 도로국이 운영하는 기존의 국가 운전자 등록소를 강화했다. NTMVSA는 연방 자동차 안전 기준을 설정하여 모든 승객을 위한 안전벨트, 충격 흡수 스티어링 휠, 파열 방지 연료 탱크, 사이드 미러와 같은 안전 기능을 요구했다. 이러한 새로운 규칙은 미국 자동차 사망률의 수십 년간의 감소에 기여했는데, 이는 1966년 50,894명에서 2011년 32,479명으로 떨어졌다.
1966년 3월, 존슨은 연방 교통 프로그램을 조정하고 관리하며, 교통 문제 해결에 리더십을 제공하고, 국가 교통 정책 및 프로그램을 개발하는 내각 수준의 부서를 설립해 줄 것을 의회에 요청했다. 이 새로운 교통부는 상무부 교통국, 공공 도로국, 연방 항공국, 해안경비대, 해양 관리청, 민간 항공 위원회, 주간상거래위원회를 통합할 것이었다. 이 법안은 항해 프로젝트 및 해양 이해 관계에 대한 일부 협상 끝에 의회 양원을 통과했으며, 존슨은 1966년 10월 15일에 교통부 법안에 서명하여 법률로 제정했다. 총 31개의 이전에 흩어져 있던 기관들이 교통부 산하로 편입되었으며, 이는 1947년 국가 안보법 이후 연방 정부의 가장 큰 재편성이었다.

### 국내 불안

#### 베트남 반전 운동

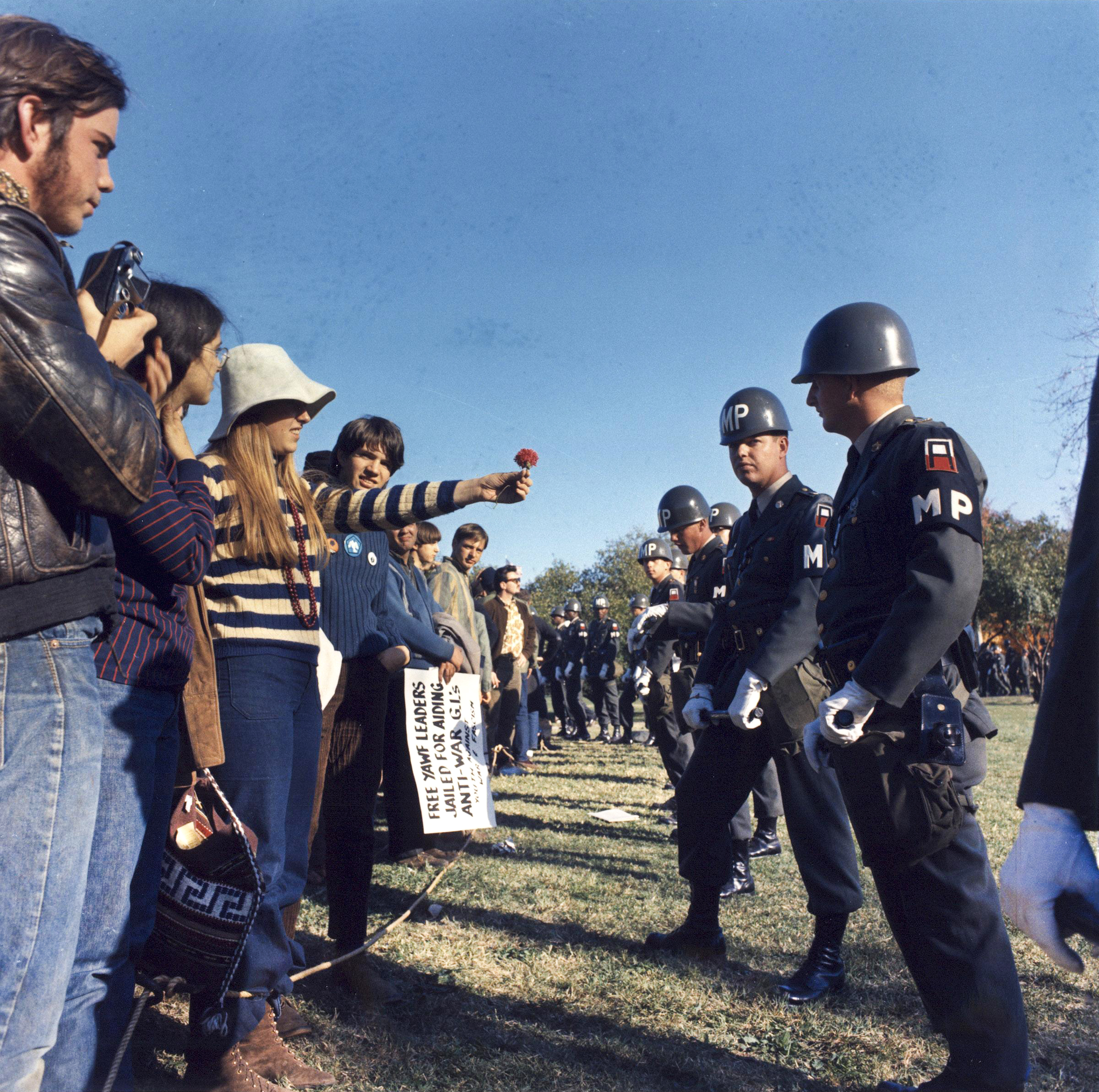
1967년 알링턴군 펜타곤에서 열린 반전 시위 중 한 여성 시위자가 군인에게 꽃을 건네고 있다.

미국 대중은 1964년 말 존슨 행정부의 남베트남에 대한 미군 개입의 급격한 확대에 대체로 지지적이었다. 존슨은 1964년 이후 대중이 대체로 40~50% 매파 (강력한 군사 조치 지지)이고 10~25% 비둘기파 (협상 및 철수 지지)임을 꾸준히 보여주는 여론조사를 면밀히 주시했다. 존슨은 곧 매파와 비둘기파 사이에서 압박을 받고 있음을 발견했다. 그의 보좌관들은 그에게 "매파와 비둘기파 모두 [전쟁에 대해] 불만스러워하며 ... 그 불만을 당신에게 표출한다"고 말했다. 많은 반전 운동가들은 현대 주류 자유주의와 마르크스주의 모두를 불신하는 광범위한 정치 운동인 "신좌파"의 일원임을 자처했다. 다른 단체와 개인들이 다양한 이유로 베트남 전쟁을 비판했지만, 학생 운동가들은 반전 운동의 가장 목소리 큰 구성 요소로 부상했다. 존슨의 외교 정책에 반대하는 주요 신좌파 학생 단체인 민주사회학생회의 회원 수는 1965년 동안 세 배로 늘어났다.
캠퍼스 시위에도 불구하고, 전쟁은 1965년과 1966년 내내 일반적으로 인기가 있었다. 1967년 1월 윌리엄 F. 페퍼가 미군의 폭격 작전으로 베트남 아동에게 입힌 부상을 묘사한 포토 에세이를 발표한 후, 마틴 루터 킹 주니어는 처음으로 전쟁에 대해 공개적으로 반대 목소리를 냈다. 킹과 신좌파 운동가 벤저민 스폭은 1967년 4월 15일 반베트남 전쟁 행진을 이끌었으며, 40만 명의 사람들이 뉴욕시 센트럴 파크에서 유엔 본부까지 걸었다. 1967년 6월 23일, 대통령이 센추리 플라자 호텔에서 민주당 기금 모금 행사에서 연설하는 동안, 경찰은 호텔 앞에서 행진하던 약 1만 명의 평화로운 베트남 전쟁 시위대를 강제로 해산시켰다. 1967년 7월 갤럽 여론조사에서 52%가 존슨의 전쟁 처리를 비난했으며, 존슨은 센추리 플라자 호텔 사건 이후 거의 공개적으로 선거 운동을 하지 않았다. 반전 운동에 공산주의자들이 침투했다고 확신한 존슨은 불법적인 CIA 국내 감시 작전인 카오스 작전을 승인했지만, CIA는 반전 운동에서 공산주의의 영향력을 발견하지 못했다.

#### 도시 폭동

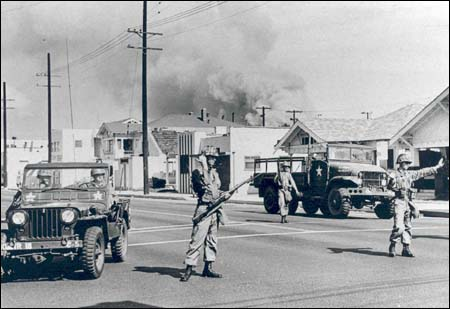
1965년 와츠 폭동 중 불타는 사우스 센트럴 로스앤젤레스 지역에서 병사들이 교통을 통제하고 있다.

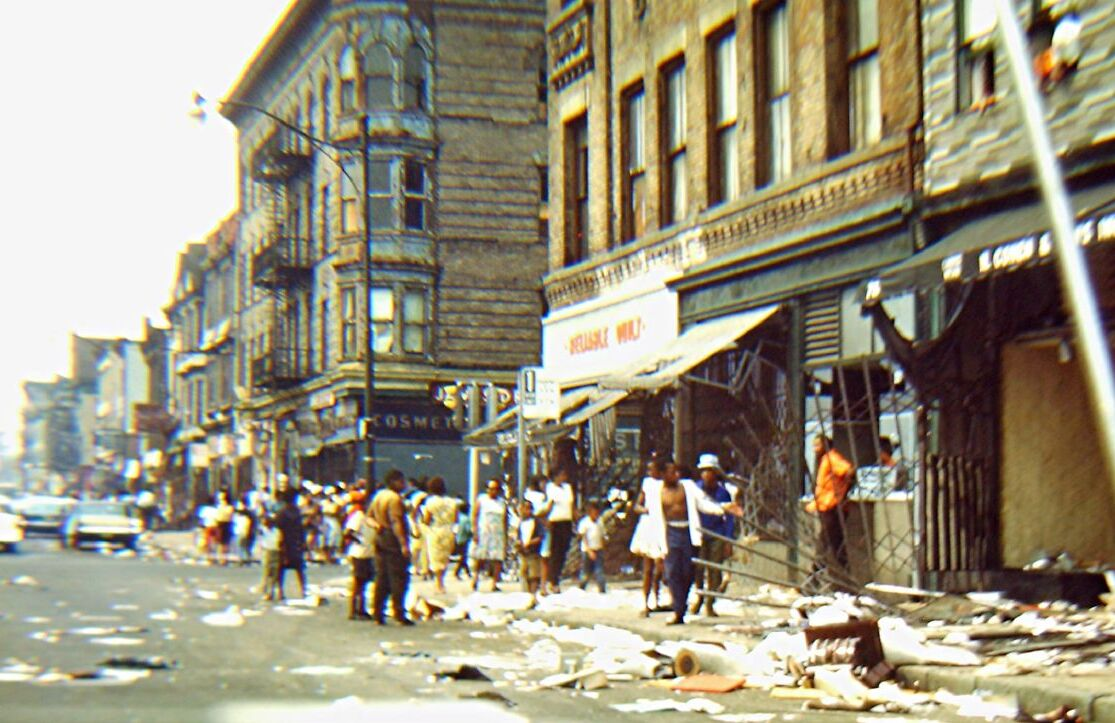
1967년 뉴어크 폭동

존슨 재임 기간 동안 미국은 일련의 "길고 무더운 여름"의 시민 불안을 겪었다. 이는 1964년 할렘 폭동으로 시작되었고, 1965년 로스앤젤레스의 와츠 지구로 이어졌다. 와츠에서 발생한 폭동으로 민권 신장의 추진력은 갑작스럽게 멈췄다. 34명이 사망하고 3천5백만 달러 (2022년 $287.43만 달러 상당)의 재산 피해가 발생하자, 대중은 폭력이 다른 도시로 확산될 것을 우려했고, 이에 따라 존슨의 의제에 대한 추가 프로그램에 대한 욕구는 사라졌다.
"1967년의 길고 무더운 여름"으로 알려진 시기에 미국 전역에서 150개 이상의 폭동이 발생했다. 보스턴 글로브는 이를 "백인 미국인에 대한 흑인 미국인들의 혁명, 오랫동안 쌓인 불만에 대한 폭력적인 청원"이라고 불렀다. 글로브는 위대한 사회 입법이 근본적인 개선을 거의 가져오지 못했다고 주장했다. 1967년 뉴어크 폭동으로 26명이 사망하고 1,500명이 부상당했다. 1967년 디트로이트 폭동은 43명의 사망자, 2250명의 부상자, 4,000명의 체포, 수백만 달러의 재산 피해를 초래했다. 조지 롬니 주지사는 방화, 약탈, 기업 및 경찰 공격을 진압하기 위해 7,400명의 주방위군을 파견했다. 존슨은 결국 탱크와 기관총을 장비한 연방군을 파견했다. 백인과 흑인 모두 폭동에 참여했지만, 대부분의 폭도들은 주택, 고용, 교육에서의 차별에 반대하는 아프리카계 미국인이었다. 1967년 8월 2일 내각 회의에서 램지 클라크 법무장관은 훈련되지 않고 규율이 없는 지역 경찰 병력과 주방위군이 "거리에서 게릴라 전쟁"을 촉발할 수 있다고 경고했다. 이는 뉴어크와 디트로이트에서 저격수 사격이 발생한 상황으로 입증되었다.
이 폭동은 최근 주요 민권 법안이 통과되었음에도 불구하고 많은 인종의 민권 운동가들을 당황하게 했다. 또한 북부 백인들 사이에서 반발을 일으켰으며, 그들 중 다수는 민권 운동을 지지하는 것을 중단했다. 존슨은 반복되는 도시 시민 무질서 발생의 원인을 탐구하기 위해 비공식적으로 커너 위원회로 알려진 자문 위원회를 구성했다. 위원회의 1968년 보고서는 인종 통합을 촉진하고 빈곤을 완화하기 위한 입법적 조치를 제안했으며, 국가는 "흑인과 백인이라는 두 개의 사회, 분리되고 불평등한 사회를 향해 나아가고 있다"고 결론지었다. 베트남 전쟁에 몰두하고 예산 제약을 잘 알고 있던 대통령은 이 보고서를 거의 언급하지 않았다.
커너 위원회 보고서가 발표된 지 한 달 후인 1968년 4월 4일 마틴 루터 킹 주니어 암살 사건은 전국 130개 이상의 도시에서 또 다른 폭력 시위 물결을 촉발시켰다. 며칠 후, 존슨은 조지 크리스천 언론 비서에게 국가 도시의 고질적인 사회 불안에 대해 솔직하게 언급하며 말했다. "무엇을 기대했는가? 왜 우리가 그렇게 놀라는지 모르겠다. 한 남자의 목을 밟고 300년 동안 붙잡고 있다가 놓아주면 그 남자는 무엇을 할 것인가? 그는 당신을 쓰러뜨릴 것이다." 한편 의회는 1968년 종합 범죄 통제 및 안전한 거리법을 통과시켰는데, 이는 법 집행 기관에 대한 자금 지원을 늘리고 특정 상황에서 도청을 허가하는 내용이었다. 존슨은 이 법안에 거부권을 행사할까 생각했지만, 이 법안의 명백한 인기에 따라 서명하기로 결정했다.

### 기타 문제

#### 문화 이니셔티브
존슨은 예술, 인문학, 공공 방송을 지원하는 연방 정부의 새로운 역할을 창출했다. 인문학자와 예술가를 지원하기 위해 그의 행정부는 국립 인문학 기금과 국립 예술 기금을 설립했다. 1967년, 존슨은 교육용 텔레비전 프로그램을 만들기 위해 1967년 공공 방송법에 서명했다. 정부는 1950년대에 교육용 비영리 단체를 위해 라디오 주파수 대역을 확보했으며, 케네디 대통령 시대의 연방 통신 위원회는 교육용 텔레비전 방송국에 첫 연방 보조금을 지급했지만, 존슨은 지역 다양성과 교육 프로그램을 홍보할 수 있는 활기찬 공영 방송을 만들고자 했다. 카네기 교육 텔레비전 위원회의 조사 결과를 바탕으로 한 이 법안은 분산된 공영 텔레비전 방송국 네트워크를 만들었다. 이 법안은 결국 공영 방송 서비스 (PBS)와 국립 공영 라디오 (NPR)를 설립했다.

#### 우주 프로그램

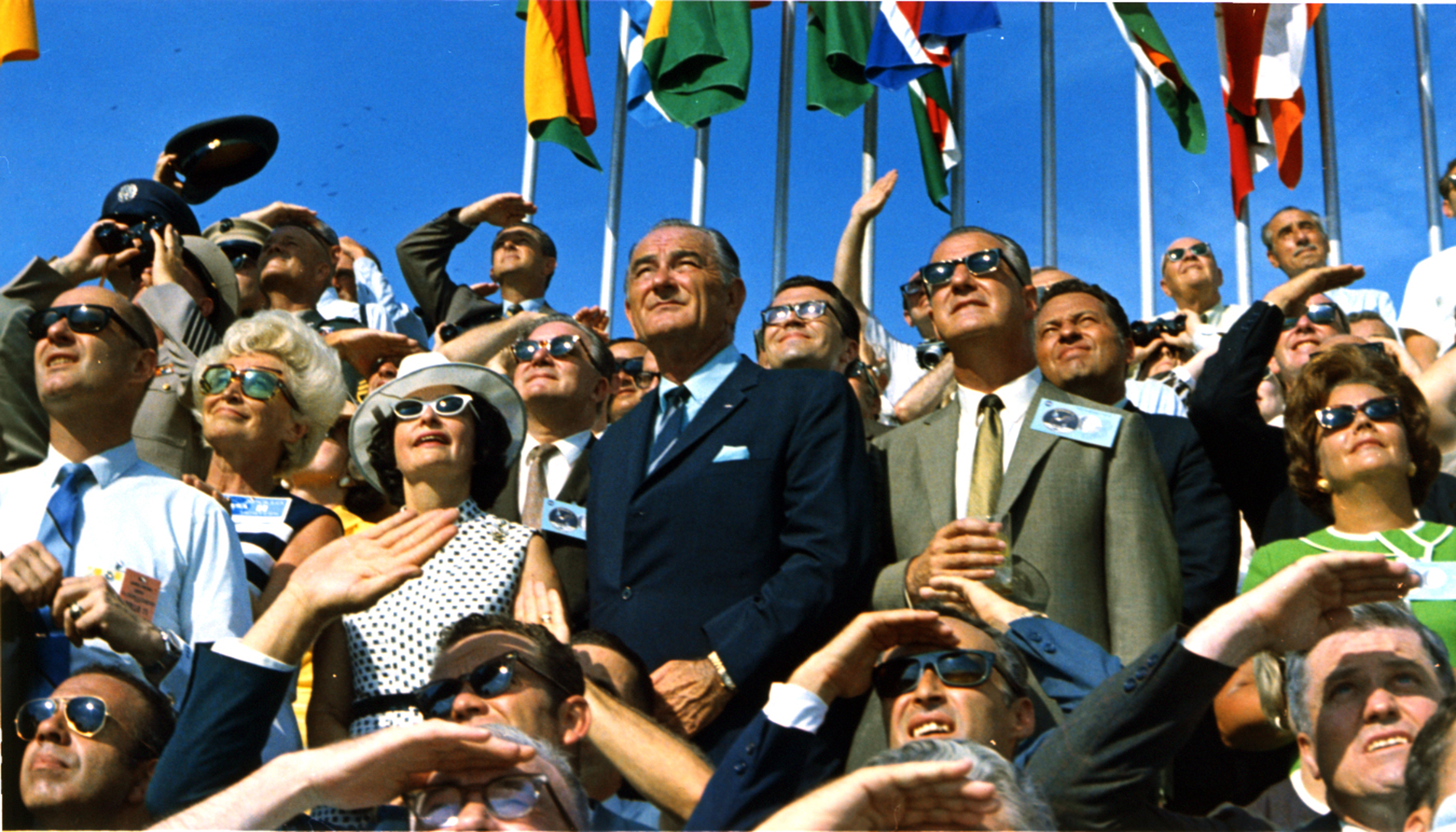
존슨 (가운데 왼쪽)과 스피로 애그뉴 부통령 (가운데 오른쪽, 선글라스 착용)이 아폴로 11호 발사를 지켜보고 있다.

존슨 재임 기간 동안 NASA는 제미니 계획 우주 프로그램을 수행하고, 새턴 V 로켓을 개발했으며, 최초의 유인 아폴로 계획 비행을 준비했다. 1967년 1월 27일, 거스 그리섬, 에드워드 화이트, 로저 채피 등 아폴로 1호 승무원 전원이 발사대에서 우주선 시험 중 객실 화재로 사망하여 프로그램이 중단되면서 국가는 큰 충격에 빠졌다. 존슨은 또 다른 워런 스타일의 위원회를 임명하는 대신, NASA가 자체 조사를 수행하여 의회와 대통령에게 책임 있는 조치를 취할 수 있도록 해달라는 제임스 E. 웹 행정관의 요청을 수락했다. NASA는 화재 원인 규명을 위해 아폴로 204 사고 조사 위원회를 소집했고, 상하원 모두 NASA의 조사를 면밀히 조사하는 자체 위원회 조사를 실시했다. 이 모든 과정에서 NASA에 대한 대통령의 지지는 흔들림이 없었다. 이 프로그램은 회복되었고, 존슨의 임기가 끝날 무렵에는 두 번의 유인 임무인 아폴로 7호와 아폴로 8호 (최초로 달 궤도를 돈 임무)가 성공적으로 완료되었다. 그는 아폴로 8호 승무원들에게 "당신들은 ... 전 세계 모든 사람들을 새로운 시대로 이끌었다"고 축하했다. 퇴임 6개월 후, 존슨은 최초의 달 착륙 임무인 아폴로 11호 발사식에 참석했다.

#### 총기 규제

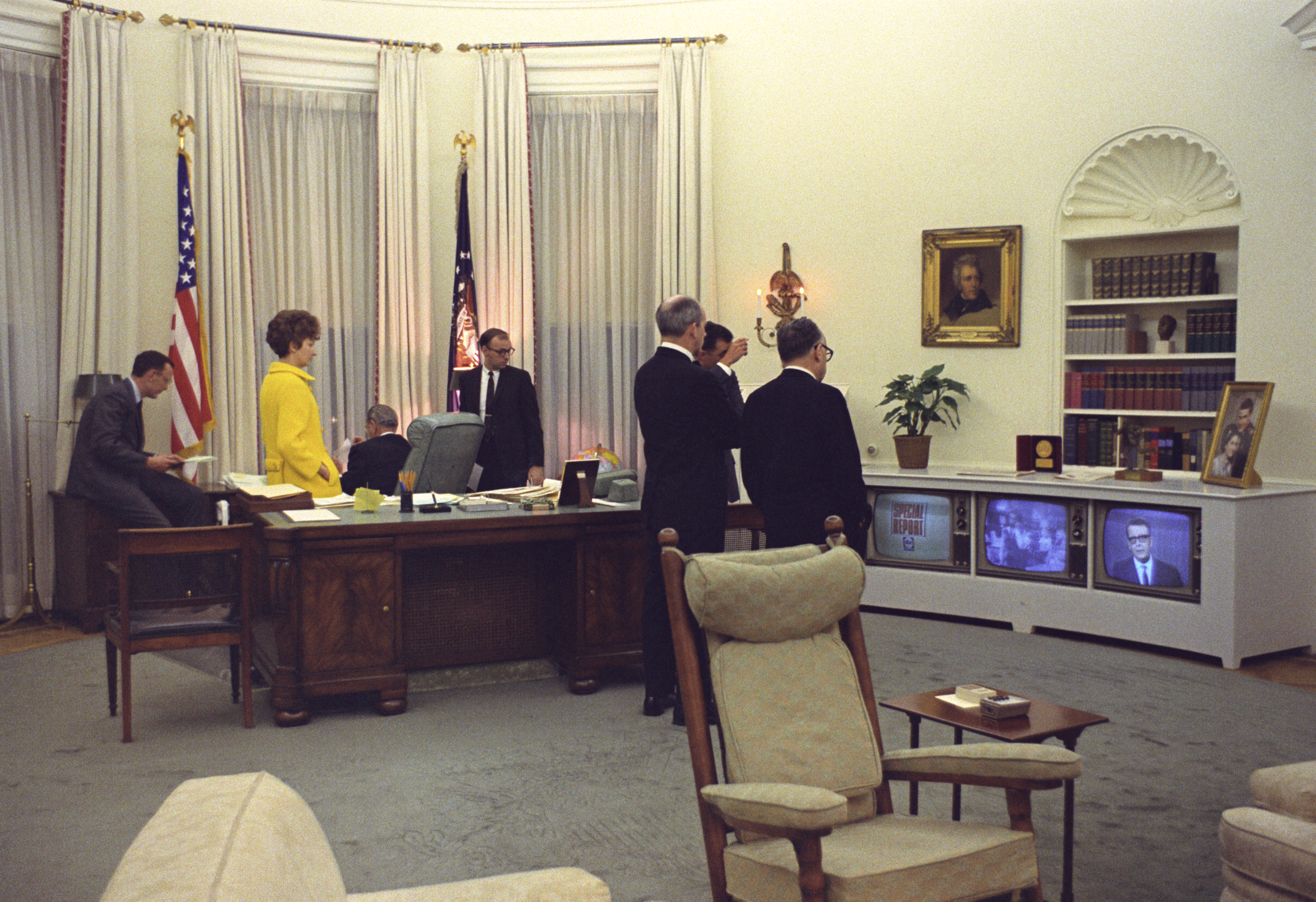
마틴 루터 킹 주니어 암살 사건에 관한 TV 뉴스 보도를 시청하는 존슨 대통령과 그의 직원들, 1968년 4월 4일

존 F. 케네디, 로버트 F. 케네디, 마틴 루터 킹 주니어 암살 사건과 찰스 휘트먼이 저지른 총기 난사 사건과 같은 총기 난사 사건 이후, 존슨은 주요 총기 규제 법안을 추진했다. 레이디 버드 존슨의 언론 비서 리즈 카펜터는 대통령에게 보낸 메모에서 국가가 "과도한 드라마에 세뇌되었다"고 우려하며, 존슨이 "폭력 문제"를 다룰 "신속하고 극적인 조치"가 필요하다고 주장했다.
1968년 10월 22일, 린든 존슨은 미국 역사상 가장 크고 광범위한 연방 총기 규제 법률 중 하나인 1968년 총기 규제법에 서명했다. 이 법안은 유죄 판결을 받은 중범죄자, 마약 사용자, 정신질환자가 권총을 구매하는 것을 금지하고, 기록 보관 및 면허 요건을 강화했다. 또한 소총 및 산탄총의 통신판매를 금지했다. 케네디 대통령 암살범인 리 하비 오스월드는 아메리칸 라이플맨 잡지 광고를 통해 6.5mm 카르카노 소총을 통신 판매로 구입했다. 존슨은 총기 소유자의 면허를 의무화하고 모든 총기를 등록하도록 요구했지만, 더 강력한 법안을 통과시키도록 의회를 설득하지 못했다.

#### 소비자 보호
1964년 1월, 공중위생국장 루터 테리는 흡연과 폐암에 대한 상세 보고서를 발표했다. 테리는 나중에 이 보고서가 "폭탄처럼 전국을 강타했으며, 미국 전역과 해외의 모든 라디오 및 텔레비전 방송국에서 헤드라인 뉴스이자 주요 기사"가 되었다고 말했다. 테리의 보고서는 의회가 1965년 7월에 담배 라벨링 및 광고법을 통과시키도록 촉구했으며, 담배 제조사에게 담배갑 옆면에 "주의: 담배 흡연은 건강에 해로울 수 있습니다"라는 경고 라벨을 부착하도록 요구했다.
공정 포장 및 라벨링 법은 모든 "소비자 상품"에 순 내용물, 상품의 종류, 제품 제조사, 포장업자 또는 유통업체의 상호 및 사업장 주소를 라벨에 공개하도록 요구한다. 존슨 대통령은 "정부는 소비자를 속임수로부터 보호하고, 혼란을 해소하며, 의심스러운 관행을 제거하기 위해 자신의 몫을 다해야 한다"고 선언했다. 1967년의 완전 육류법은 농무부 (USDA)에 운송업자, 렌더링업체, 냉장 창고, 동물 사료 제조업체를 규제할 권한을 부여했다. 1968년의 진실 담보법은 소비자 신용의 정보에 입각한 사용을 촉진하기 위해 고안되었으며, 대출 비용이 어떻게 계산되고 공개되는지를 표준화하기 위해 대출 조건 및 비용에 대한 공개를 요구한다.

## 외교
존슨의 주요 외교 정책 고문은 딘 러스크, 조지 볼, 맥조지 번디, 월트 로스토, 로버트 맥나마라, 그리고 (마지막으로) 클라크 클리포드였다. 역사학자 데이비드 프롬킨에 따르면:
존슨은 정책을 직접 결정하면서도 내각이 결정하는 것처럼 보이게 했던 아이젠하워와 같은 "숨겨진 손"을 가진 대통령이 아니었다. L.B.J.는 당시 모습 그대로였다. 외교 정책에 서투른 대통령이었고, 물려받은 케네디 팀의 판단에 의존하기로 선택했다... 고문들이 의견을 달리할 때면 그들 사이의 차이를 좁히려 했다. 그는 문제의 본질에 따라 결정하기보다는 자신의 진영 내에서 다양한 관점을 조정하는 원내대표처럼 행동했다. 그는 반대를 진압하길 원했고, 그 일에는 대가였다.
모든 역사학자들은 베트남이 행정부의 외교 정책을 지배했고, 그 정책이 국내에서 정치적 재앙이었다는 점에 동의했다. 대부분은 그것이 외교적 재앙이었다는 점에 동의하지만, 일부는 더 많은 동맹국을 잃는 것을 피하는 데 성공했다고 말한다. 예상치 못하게, 북베트남은 남베트남을 정복한 후 중국의 주요 적수가 되어, 워싱턴이 남베트남이 그러하기를 헛되이 바랐던 방식으로 중국의 남방 확장을 저지했다. 다른 분야에서는 성과가 제한적이었다. 역사학자 조나단 콜먼은 베트남이 관심을 지배했기 때문이라고 말한다. 소련은 군사적 동등성을 얻고 있었고, 워싱턴의 동맹국들은 더욱 독립적이 되거나 (예: 프랑스) 약해지고 있었으며 (영국), 미국 경제는 총과 버터 모두를 공급하라는 존슨의 요구를 충족할 수 없었다.

### 냉전

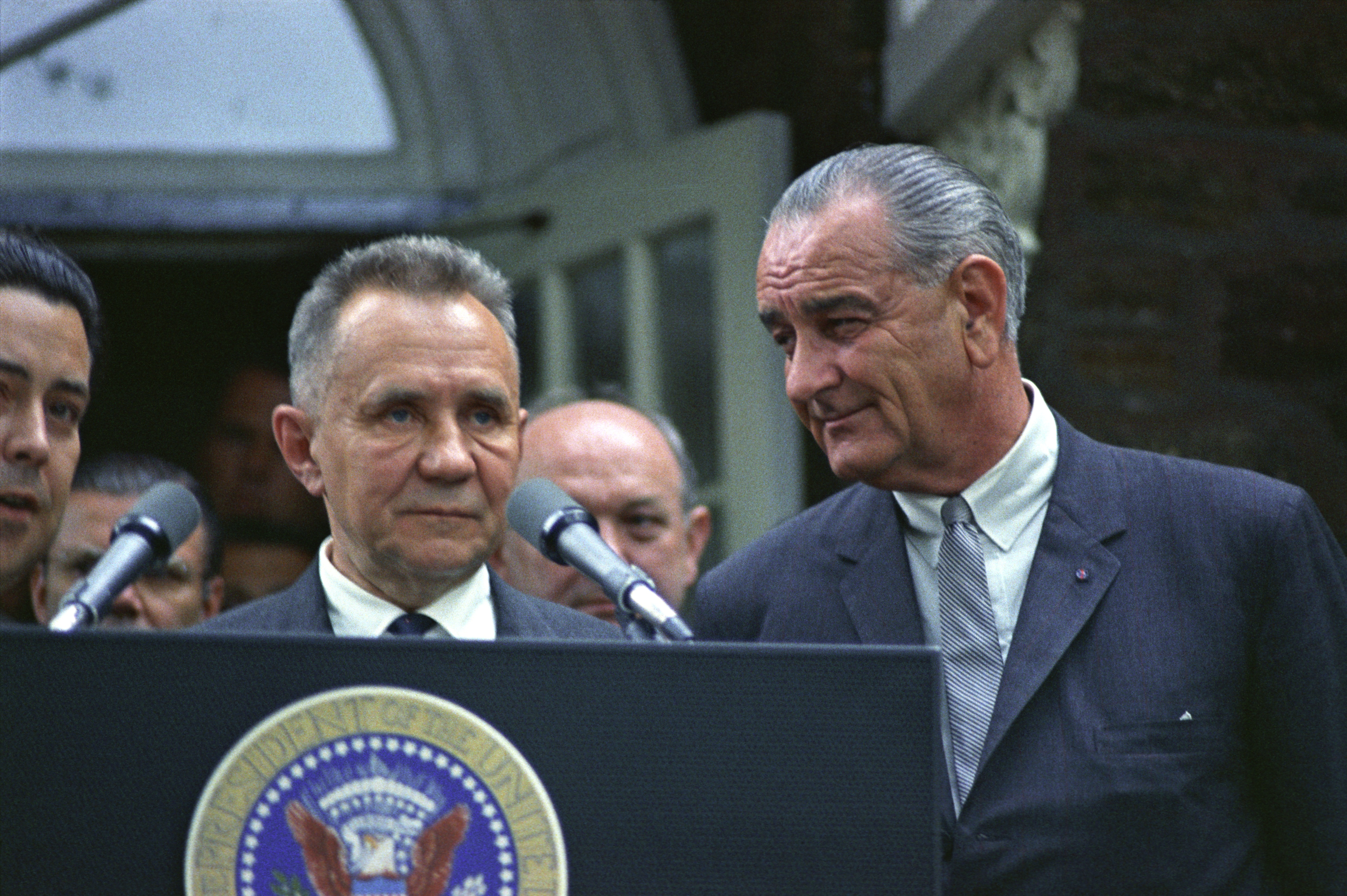
글래스보로 정상 회담에서 존슨 옆에 있는 알렉세이 코시긴 소련 총리 (왼쪽)

존슨은 한쪽에는 미국과 그 동맹국, 다른 한쪽에는 소련과 그 동맹국 사이에 매우 강력한 무장 긴장 상태가 지속되는 냉전 시대에 취임했다. 존슨은 베트남에서 일어나고 있는 종류의 공산주의 확장을 미국이 저지해야 한다고 주장하는 봉쇄 정책에 전념했지만, 그는 외교 정책에 대한 케네디의 지식과 열정이 부족했으며, 외교 분야의 주요 이니셔티브보다 국내 개혁을 우선시했다.
동남아시아, 중동, 라틴 아메리카에서 적극적으로 봉쇄에 참여했음에도 불구하고 존슨은 모스크바와의 군비 통제 협정을 모색하는 것을 우선시했다. 소련 또한 1960년대 중후반에 미국과의 관계 개선을 모색했는데, 이는 부분적으로는 점점 더 악화되는 중소 분쟁 때문이었다. 존슨은 무역 제한을 완화하여 중국과의 긴장을 완화하려고 시도했지만, 중국의 문화대혁명 시작으로 더 큰 화해에 대한 희망은 사라졌다. 존슨은 핵전쟁 가능성을 피하는 것에 관심을 가졌으며, 유럽의 긴장 완화를 모색했다. 존슨 행정부는 소련과 군비 통제 협정을 추구하여 우주 조약과 핵확산방지조약에 서명했으며, 전략 무기 제한 회담의 기반을 마련했다. 존슨은 1967년 글래스보로 정상 회담에서 소련 총리 알렉세이 코시긴과 대체로 원만한 회담을 가졌고, 1968년 7월 미국, 영국, 소련은 핵확산방지조약에 서명하여 각 서명국은 다른 국가가 핵무기를 개발하거나 획득하는 것을 돕지 않기로 합의했다. 미국과 소련 간의 계획된 핵 군축 정상 회담은 소련군이 프라하의 봄, 즉 체코슬로바키아의 민주화 시도를 폭력적으로 진압한 후 무산되었다.

### 베트남

#### 배경 및 통킹만 결의
제2차 세계 대전이 끝날 무렵, 공산주의 지도자 호찌민 휘하의 베트남 혁명가들은 프랑스로부터 독립을 얻으려 했다. 1954년까지 프랑스는 패배하고 철수하기를 원했다. 1954년 제네바 협정은 베트남을 분할하여 미국은 남베트남을, 공산주의자들은 북베트남을 통제하게 되었다. 베트남 전쟁은 1955년 공산군이 남베트남에서 활동을 시작하면서 시작되었다. 아이젠하워 대통령은 동남아시아에서 공산주의 확산을 막으려 했다. 그와 케네디는 미군 고문관을 남베트남에 파견했으며, 존슨이 취임할 무렵에는 남베트남에 16,700명의 미군 병력이 주둔하고 있었다. 일부 우려에도 불구하고 존슨은 궁극적으로 베트남에서 미국의 역할을 확대하는 것을 지지하게 되었다. 그는 베트남의 함락이 국가 안보 문제에 대한 민주당의 신뢰성을 해칠까 봐 우려했다. 1960년대 중반 대부분의 미국 지도자들처럼 그는 공산주의 확산을 막기로 결심했다. 존슨의 확전 결정은 명성에도 크게 영향을 받았다. 배리 골드워터와 같은 친전쟁 정치인들의 압력으로 존슨은 베트남에서 확고한 입장을 취하지 않으면 국내 정치적 신뢰를 잃고 미국의 국제적 명성 하락에 기여할 것이라고 우려했다.
1963년 10월 11일, 케네디 대통령은 NSAM 263호에 서명하여 맥나마라-테일러 임무 보고서의 권고에 따라 연말까지 1,000명의 군 병력을 철수하도록 명령했는데, 이 보고서는 남베트남군 훈련 프로그램이 철수를 정당화할 만큼 충분히 진전되었으나 공산주의 확산을 막기 위해 남베트남에 대한 지속적인 지원을 권고했으며, 베트콩이 진압되지 않을 경우 1965년 이후에도 소수의 미군 훈련 인력의 지속적인 주둔이 필요할 수 있다고 제안했다. 11월 26일, 존슨은 NSAM 273호에 서명하여 케네디 행정부의 철수 승인과 남베트남에 대한 지속적인 지원을 재확인했다. 맥나마라-테일러 임무 보고서는 또한 1963년 불교 법난 기간 동안 남베트남의 정치 상황이 매우 심각한 상태로 남아 있음을 지적했다. 1963년 11월 케네디 행정부가 지원하여 응오딘지엠 남베트남 대통령이 체포 및 암살당한 1963년 베트남 공화국 쿠데타 이후, 다음 달 로버트 맥나마라 국방장관이 존슨에게 보낸 보고서에서는 쿠데타 이후 남베트남 정부의 비효율성과 불안정성 증가를 지적했다.
1964년 8월, 모호한 증거는 통킹만에서 베트남 해안으로부터 40 마일 (64 km) 떨어진 국제 해역에서 북베트남 어뢰정에 의해 두 척의 미 구축함이 공격당했음을 시사했다. 존슨은 1964년 선거 운동에서 베트남에 대한 논의를 제외하고 싶어 했지만, 공산주의의 공격에 대응해야 한다고 느꼈다. 그는 1964년 8월 7일 의회로부터 통킹만 결의를 얻어냈다. 이 결의는 향후 공격을 격퇴하기 위한 군사력 사용에 대한 의회의 전폭적인 승인을 부여했다. 사실상 존슨은 의회의 공식적인 선전포고 없이 베트남에서 전쟁을 수행할 헌법적 권한을 부여받은 것이다.

#### 1965~1966년

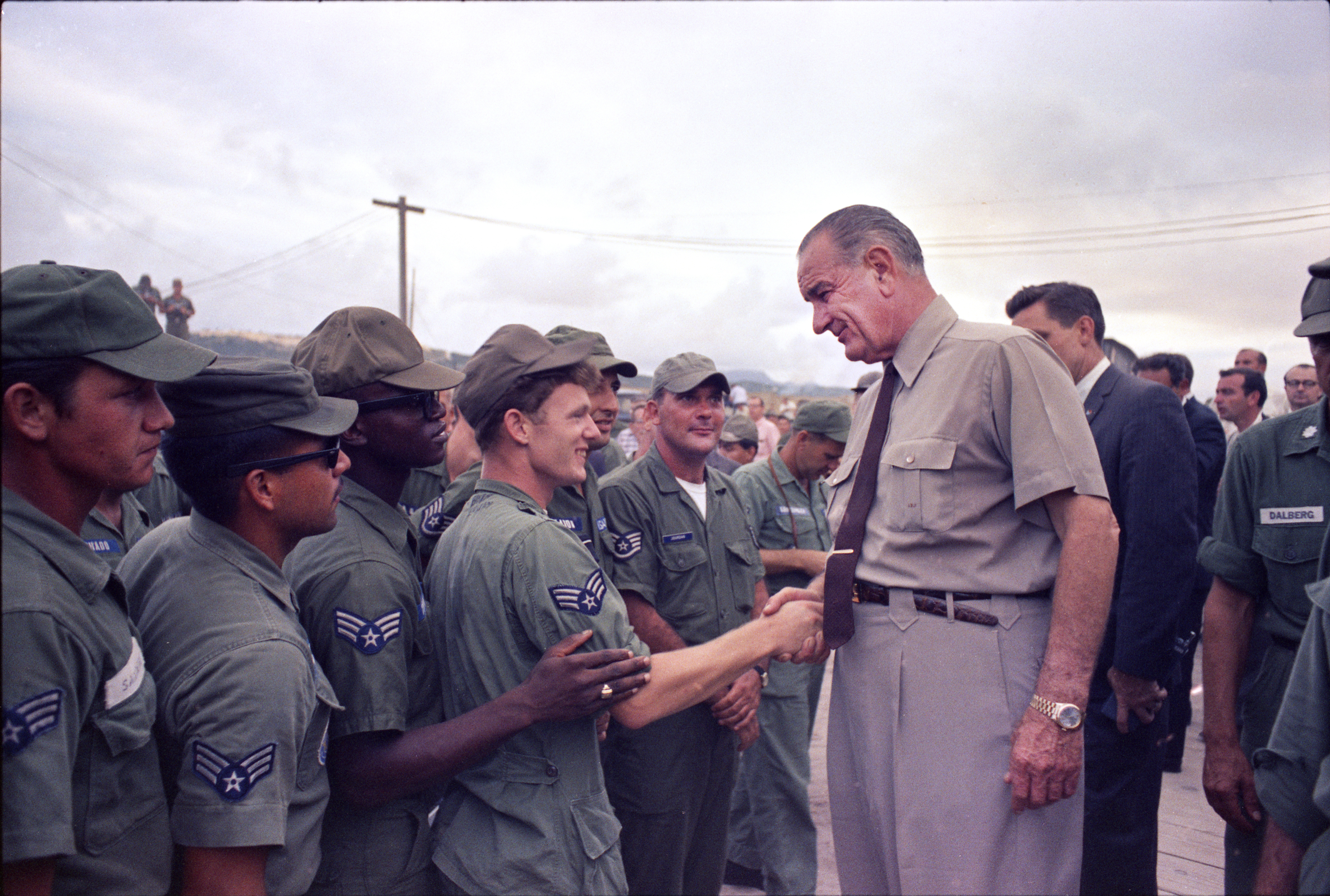
존슨 대통령이 c. 1966년 10월 남베트남 깜라인만에서 미 공군 병사들과 악수하고 있다.

존슨은 1965년 2월 플레익쿠 공군기지에서 베트콩 게릴라들의 공격으로 미국인 8명이 사망한 후 체계적인 폭격 작전을 결정했다. 8주간의 폭격 작전은 롤링 썬더 작전으로 알려졌다. 미국은 1968년 말까지 북베트남을 계속 폭격했으며, 3년 반 동안 864,000톤의 폭탄을 투하했다. 1965년 3월, 맥조지 번디는 미 지상 작전을 촉구했다. 존슨은 동의했고 또한 임무를 방어에서 공격 작전으로 조용히 변경했다. 1965년 3월 8일, 3,500명의 병력으로 구성된 두 해병대 대대가 다낭 근처 해안에 상륙했으며, 이는 6.25 전쟁 이후 미군 전투 병력이 아시아 본토에 파견된 첫 사례였다.
일주일 후인 2012년에 기밀 해제된 기밀 각서에서 CIA 정보국은 MACV와 ARVN이 지난 1년 동안 베트콩이 3분의 1 이상 증가하여 정규군 약 37,000~60,000명, 비정규군 80,000~120,000명(남베트남 내에서 모집된 21,000~60,000명의 병력 포함)에 달했으며, 남베트남군은 1964년 초의 높은 소모율에도 불구하고 병력이 증가한 후에도 여전히 높은 탈영률을 보였다고 언급했다.
6월, 남베트남 대사 맥스웰 테일러는 북베트남에 대한 폭격 작전이 비효율적이며 남베트남군이 열세에 놓여 붕괴 위기에 처해 있다고 보고했다. 7월 말, 맥나마라와 존슨의 최고 고문들은 미군 병력을 75,000명에서 200,000명 이상으로 늘릴 것을 권고했다. 존슨은 이에 동의했지만, 난감한 선택지들 사이에서 갇혀 있다고 느꼈다. 추가 병력을 보내면 개입주의자라는 비난을 받을 것이고, 그렇지 않으면 탄핵될 위험이 있다고 생각했다. 윌리엄 웨스트모얼랜드 장군의 지휘 아래 미군은 남베트남에서 수색 섬멸 작전에 점점 더 많이 참여했다. 1965년 10월까지 베트남에는 20만 명 이상의 병력이 배치되었다. 이 병력 대부분은 고등학교 졸업 후 징집되었으며, 빈곤층 출신이 불균형적으로 많았다. 대학생은 징집 유예를 받을 수 있었다.
1965년 내내 의회나 행정부 구성원 중 존슨의 전쟁 처리를 공개적으로 비판하는 사람은 거의 없었지만, 조지 볼과 같은 일부는 베트남 내 미국의 존재 확대를 경고했다. 1966년 초, 로버트 F. 케네디 상원의원은 존슨의 폭격 작전을 강하게 비판하며, 미국이 "돌아올 수 없는 길, 모든 인류에게 재앙으로 이어지는 길"을 가고 있을지도 모른다고 말했다. 얼마 지나지 않아 제임스 윌리엄 풀브라이트 상원의원이 의장을 맡은 미국 상원 외교위원회는 행정부의 베트남 정책을 검토하는 TV 청문회를 개최했다. 대통령에 대한 불만과 그의 전쟁 전략에 대한 의구심은 국회의사당에서 계속 커졌다. 1966년 6월, 미국 상원 군사위원회 위원장인 리처드 러셀 주니어 상원의원은 국가적 분위기의 악화를 반영하며 "끝내거나 철수할" 때라고 선언했다. 존슨은 이에 대해 언론에 "우리는 최소한의 비용으로 공산주의 침략에 대한 최대한의 억지력을 제공하려고 노력하고 있다"고 말했다.
1966년 말까지 여러 출처에서 북베트남 병참과 기반 시설에 대한 진전이 보고되기 시작했으며, 존슨은 모든 곳에서 평화 회담을 시작하라는 압력을 받았다. 그러나 하노이와의 간극은 양측 모두 폭격의 일방적인 중단과 병력 철수를 요구하는 넘을 수 없는 요구였다. 웨스트모얼랜드와 맥나마라는 이어서 평화화를 촉진하는 협력 프로그램을 권고했으며, 존슨은 10월에 이 노력을 공식적으로 군사 통제하에 두었다. 존슨은 전쟁 사상자를 정당화하는 것에 대해 점점 더 불안해했으며, 이 명분이 인기가 없었음에도 불구하고 결정적인 승리의 필요성에 대해 이야기했다. 1966년 말까지 공중 작전과 평화화 노력 모두 실패했다는 것이 분명해졌고, 존슨은 맥나마라의 새로운 권고에 동의하여 1967년에 기존에 약속했던 40만 명 외에 7만 명의 병력을 추가했다. CIA의 권고에 따라 존슨은 또한 북베트남에 대한 폭격을 늘렸다. 폭격 확대는 북베트남과의 비밀 회담을 중단시켰지만, 미국 지도자들은 그 회담에서 북베트남의 의도가 진정하다고 생각하지 않았다.

#### 1967년 및 구정 공세

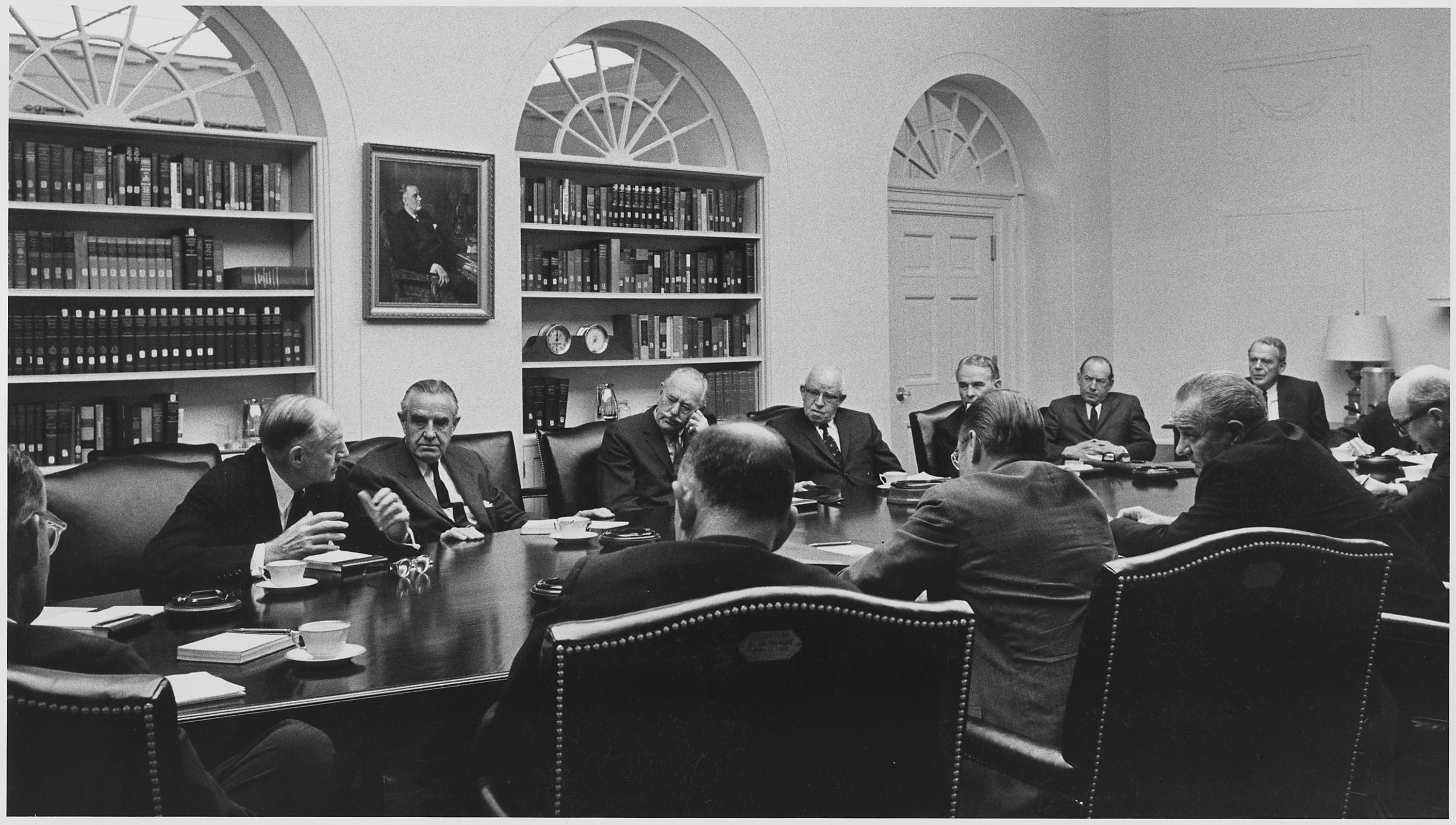
존슨이 "현인"으로 불리는 외교 정책 고문들과 만나 베트남 전쟁 노력에 대해 논의하고 있다.

1967년 중반까지 약 7만 명의 미국인이 전쟁에서 사망하거나 부상당했으며, 이 전쟁은 뉴스 매체 등지에서 흔히 "교착 상태"로 묘사되었다. 1967년 7월 갤럽 여론조사에서는 미국인의 52%가 대통령의 전쟁 처리를 반대했고, 단 34%만이 진전이 있다고 생각했다. 그럼에도 불구하고 존슨은 55,000명의 병력 증강에 동의하여 총 병력을 525,000명으로 늘렸다. 8월, 존슨은 합동 참모 본부의 지지 하에 공중 작전을 확대하기로 결정했으며, 하노이, 하이퐁, 중국과의 완충 지대만 목표 목록에서 제외했다. 같은 달 말, 맥나마라는 상원 소위원회에 확대된 공중 작전이 하노이를 평화 회담으로 이끌지 못할 것이라고 말했다. 합동 참모 본부는 경악했고 대량 사임을 위협했다. 맥나마라는 세 시간 동안 질책을 받기 위해 백악관으로 소환되었다. 그러나 존슨은 맥나마라의 분석을 적어도 부분적으로는 확인하는 CIA 보고서를 받았다. 한편, 남베트남에서는 헌법 정부를 수립하기 위한 선거가 마무리되었고, 이는 평화 회담에 대한 희망을 제공했다.
전쟁이 교착 상태에 빠지고 분쟁에 대한 광범위한 반대가 일어나는 상황에서 존슨은 노련한 정부 외교 정책 전문가들로 구성된 그룹, 비공식적으로 "현인들"로 불리는 딘 애치슨, 오마 브래들리 장군, 조지 볼, 맥 번디, 아서 딘, 더글러스 딜런, 아베 포타스, 에버렐 해리먼, 헨리 캐봇 로지, 로버트 머피, 맥스 테일러를 소집했다. 그들은 베트남을 떠나는 것에 만장일치로 반대했으며, 존슨에게 "현 상태를 유지하라"고 촉구했다. 그 후, 11월 17일, 전국에 방영된 연설에서 대통령은 미국 대중에게 "우리는 우리가 잃는 것보다 더 많은 손실을 입히고 있다... 우리는 진전을 이루고 있다"고 확신시켰다. 2주도 채 되지 않아 감정적인 로버트 맥나마라 국방장관은 사임을 발표했다. 비공개적으로 그는 존슨의 전쟁 전략에 대해 정기적으로 의구심을 표명하기 시작했고, 이는 대통령을 화나게 했다. 그는 빌 모이어스, 맥조지 번디, 조지 볼을 포함하여 전쟁 문제로 사임한 존슨의 최고 보좌관 목록에 합류했다.
1968년 1월 30일, 베트콩과 북베트남군은 사이공을 포함한 남베트남의 5대 도시에 대한 구정 공세를 시작했다. 구정 공세는 군사적으로는 실패했지만, 심리적인 승리였으며, 미국 대중의 여론을 전쟁 노력에 대해 결정적으로 반대하게 만들었다. 1968년 2월, CBS 뉴스의 영향력 있는 뉴스 앵커 월터 크롱카이트는 방송에서 이 분쟁이 교착 상태에 빠졌으며 추가적인 싸움은 아무것도 바꾸지 않을 것이라고 말했다. 존슨은 "크롱카이트를 잃으면 중산층 미국을 잃는 것"이라고 반응했다. 실제로 전쟁에 대한 사기 저하는 어디에나 있었다. 당시 존슨의 베트남 처리 지지율은 26%였고, 63%는 반대했다. 대학생들과 다른 사람들은 시위를 하고, 징병 카드를 불태우며, "이봐, 이봐, LBJ, 오늘 몇 명의 아이들을 죽였어?"라고 외쳤다.

#### 구정 공세 이후

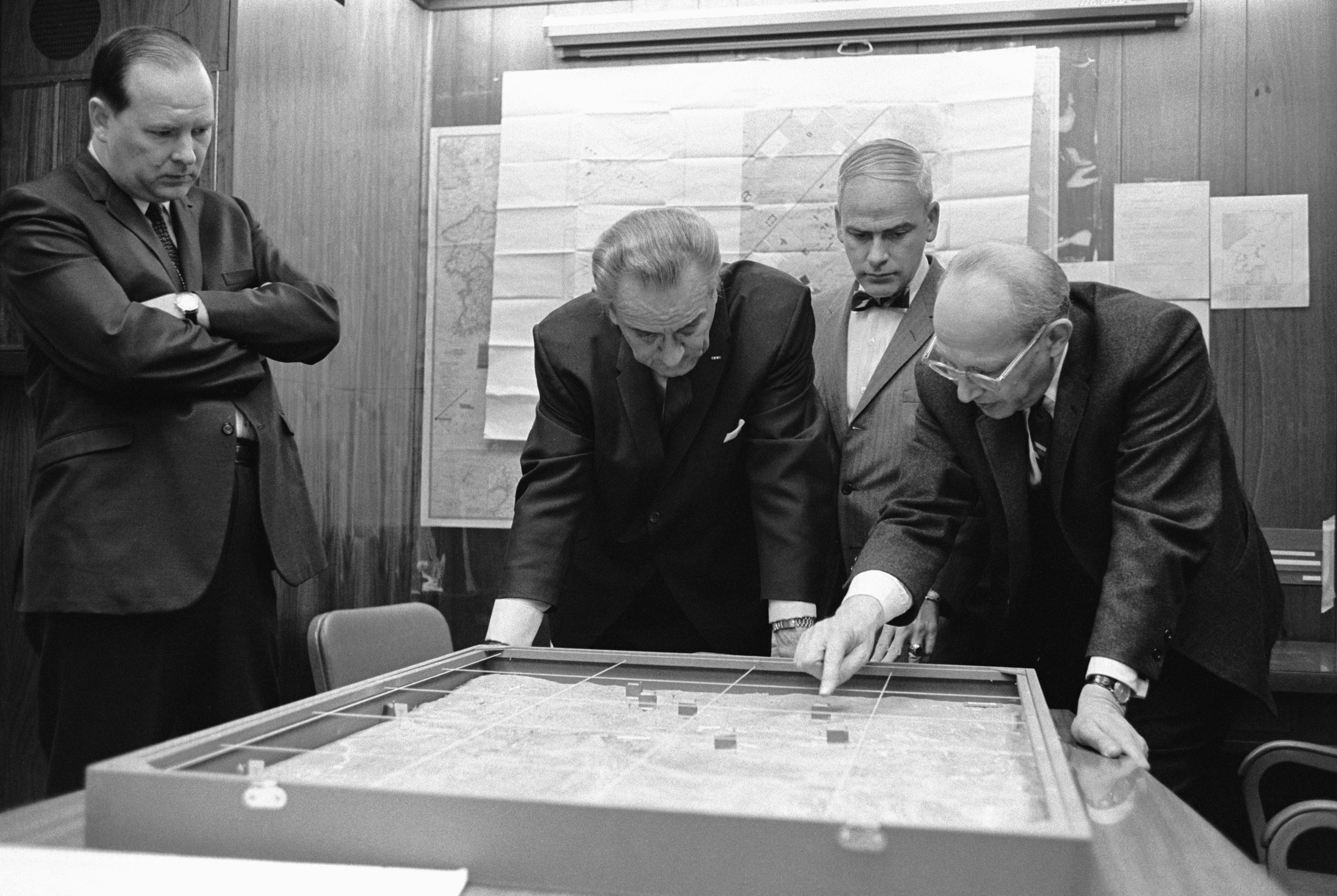
월트 로스토, 존슨의 국가 안보 보좌관이 1968년 백악관 상황실에서 존슨과 회동하여 케산 전투가 벌어지고 있는 지역 지도를 검토하고 있다.

구정 공세는 "현인들"과 새로운 국방장관 클라크 클리포드를 포함한 존슨 행정부 고위 지도자들에게 병력 증강이 전쟁을 끝내는 데 도움이 되지 않을 것이라는 확신을 심어주었다. 존슨은 처음에는 이러한 조언을 따르기를 꺼려했지만, 궁극적으로 부분적인 폭격 중단을 허용하고 평화 회담에 참여할 의사가 있음을 알리기로 동의했다. 1968년 3월 31일, 존슨은 북베트남에 대한 폭격을 중단하겠다고 발표하면서 동시에 재선에 출마하지 않겠다고 발표했다. 그는 또한 진지한 평화 회담이 시작되기 전에 가능한 한 많은 시골 지역을 통제하기 위해 남베트남에서 미군 작전을 확대했다. 5월에 파리에서 회담이 시작되었지만, 어떤 결과도 내지 못했다. 협상의 주요 장애물 중 두 가지는 미국이 베트콩이 남베트남 정부에 참여하는 것을 허용하지 않는 것과 북베트남이 남베트남의 정당성을 인정하지 않는 것이었다. 1968년 10월, 당사자들이 폭격 중단에 대한 합의에 근접했을 때, 공화당 대통령 후보 리처드 닉슨은 남베트남에 개입하여 선거 이후까지 문제 해결을 지연시키기 위해 더 좋은 조건을 약속했다. 존슨은 1968년 선거 이후에도 회담을 계속하려고 했지만, 북베트남은 닉슨이 취임할 때까지 절차 문제를 놓고 다투었다.
존슨은 한때 베트남 전쟁에 대한 자신의 관점을 다음과 같이 요약했다.
나는 시작부터 내가 어떻게 움직이든 십자가에 못 박힐 운명임을 알았다. 만약 내가 정말 사랑했던 여인틀:Nsmdns위대한 사회틀:Nsmdns를 버리고 세상 반대편에 있는 그 개 같은 전쟁에 휘말린다면, 국내에서 모든 것을 잃을 것이다. 내 모든 프로그램들을.... 그러나 만약 내가 그 전쟁을 떠나 공산주의자들이 남베트남을 장악하도록 내버려둔다면, 나는 겁쟁이로 보일 것이고, 우리나라는 유화주의자로 보일 것이며, 우리는 지구상 어디에서든 누구를 위해서도 어떤 것도 이룰 수 없게 될 것이다.

### 중동

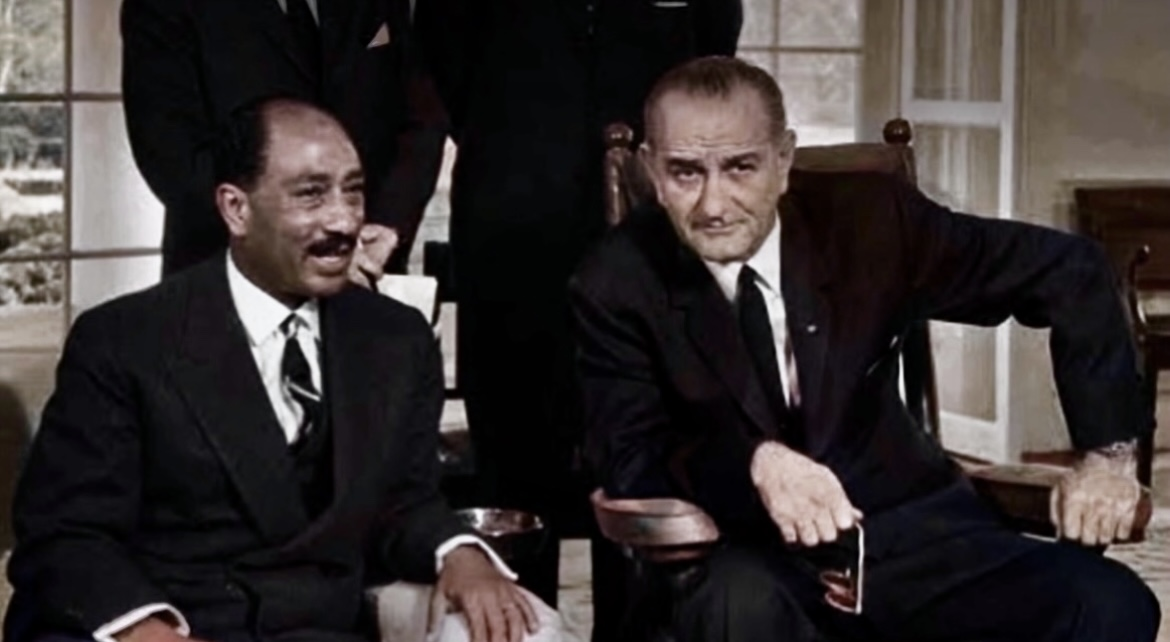
1966년 백악관에서 존슨과 이집트 국회의장 안와르 사다트

존슨의 중동 정책은 이스라엘, 사우디아라비아, 이란의 "세 기둥"에 의존했다. 1960년대 중반, 이스라엘 핵무기 프로그램에 대한 우려는 이스라엘과 이웃 아랍 국가들, 특히 이집트 간의 긴장을 고조시켰다. 동시에 팔레스타인 해방기구는 요르단강 서안 지구와 골란고원의 기지에서 이스라엘에 대한 테러 공격을 시작했다. 존슨 행정부는 분쟁을 중재하려고 시도했지만, 포타스 등을 통해 이스라엘의 군사 작전에 반대하지 않을 것임을 전달했다. 1967년 6월 5일, 이스라엘은 이집트, 시리아, 요르단을 공격하며 6일 전쟁을 시작했다. 이스라엘은 신속하게 가자, 요르단강 서안 지구, 동예루살렘, 골란고원, 시나이반도를 장악했다. 이스라엘군이 시리아의 수도 다마스쿠스에 접근하자, 소련은 이스라엘이 휴전에 동의하지 않으면 전쟁을 위협했다. 존슨은 이스라엘 정부에 휴전을 받아들이도록 압력을 가했고, 전쟁은 6월 11일에 끝났다. 전쟁 후, 미국과 영국은 유엔 결의 242호를 지지했는데, 이 결의는 이스라엘이 전쟁에서 점령한 영토를 영구적인 평화와 교환하여 반환할 것을 요구했다.
1967년 이란 샤는 미국을 방문하여 존슨을 만났다. 존슨은 샤의 "헌신적이고 영감을 주며 진보적인 리더십"을 칭찬했다.

### 라틴아메리카
토마스 C. 만 국무차관의 지휘 아래 미국은 라틴아메리카에 경제 원조를 제공하는 케네디의 진보 동맹을 강조했다. 케네디와 마찬가지로 존슨은 소련과 동맹을 맺은 피델 카스트로의 통치하에 있는 쿠바를 고립시키려 했다.
1965년, 도미니카 내전이 도널드 리드 카브랄 대통령 정부와 전 대통령 후안 보스의 지지자들 사이에 발발했다. 아베 포타스의 조언에 따라 존슨은 도미니카 공화국에 2만 명 이상의 해병대원을 파견했다. 그들의 역할은 어느 편도 들지 않고 미국 시민을 대피시키고 질서를 회복하는 것이었다. 미국은 또한 새로운 선거를 위한 합의를 주선하는 데 도움을 주었다. 존슨의 내전 종식을 위한 무력 사용은 라틴 아메리카의 많은 사람들을 소외시켰고, 존슨의 외교 정책이 베트남 전쟁에 점점 더 지배되면서 이 지역의 중요성은 행정부에서 줄어들었다.

### 영국과 서유럽
1964년부터 1970년까지 영국 총리를 지낸 해럴드 윌슨은 미국과의 강력한 "특별한 관계"를 믿었으며, 외교가로서 자신의 위신을 강화하기 위해 백악관과의 협상을 강조하고 싶어 했다. 린든 B. 존슨 대통령은 윌슨을 싫어했으며, 어떤 "특별한" 관계도 무시했다. 존슨은 미국의 위신을 유지하기 위한 도움이 필요했고 요청했지만, 윌슨은 베트남 전쟁에 대해 미온적인 구두 지지 만을 표명했다. 윌슨과 존슨은 또한 영국의 경제적 약점과 세계 강대국으로서의 지위 하락에 대해 첨예하게 의견이 달랐다. 역사학자 조나단 콜먼은 이로 인해 20세기에 가장 불만족스러운 "특별한" 관계가 되었다고 결론지었다. 언론은 일반적으로 이 관계를 긴장된 것으로 묘사했다. 그 분위기는 1965년 1월 윈스턴 처칠 국장에 미국 대표단 단장으로 신임 부통령 휴버트 험프리 대신 딘 러스크 국무장관을 보냈을 때 일찌감치 정해졌다. 존슨 자신은 독감으로 입원해 있었고 의사들은 장례식 참석을 만류했다. 이러한 경시로 인해 영국과 미국 양국에서 대통령에 대한 많은 비판이 일었다.
서유럽 경제가 회복되면서 유럽 지도자들은 동맹 관계를 동등한 파트너십으로 재구성하려 했다. 이러한 추세는 존슨의 소련과의 화해 정책과 베트남 전쟁 확전과 함께 NATO 내 균열을 야기했다. 존슨이 NATO 지도자들에게 남베트남에 명목상의 병력이라도 파견해 달라고 요청했지만, 이 지역에 전략적 이해관계가 없는 지도자들은 이를 거부했다. 서독과 특히 프랑스는 독립적인 외교 정책을 추구했으며, 1966년 샤를 드골 프랑스 대통령은 NATO에서 프랑스를 탈퇴시켰다. 프랑스의 탈퇴는 서독과 영국의 국방비 삭감과 함께 NATO를 크게 약화시켰지만, 동맹 관계는 유지되었다. 존슨은 드골을 비난하는 것을 자제했으며, 대륙 내 미군 병력 감축 요구에도 저항했다.

### 남아시아

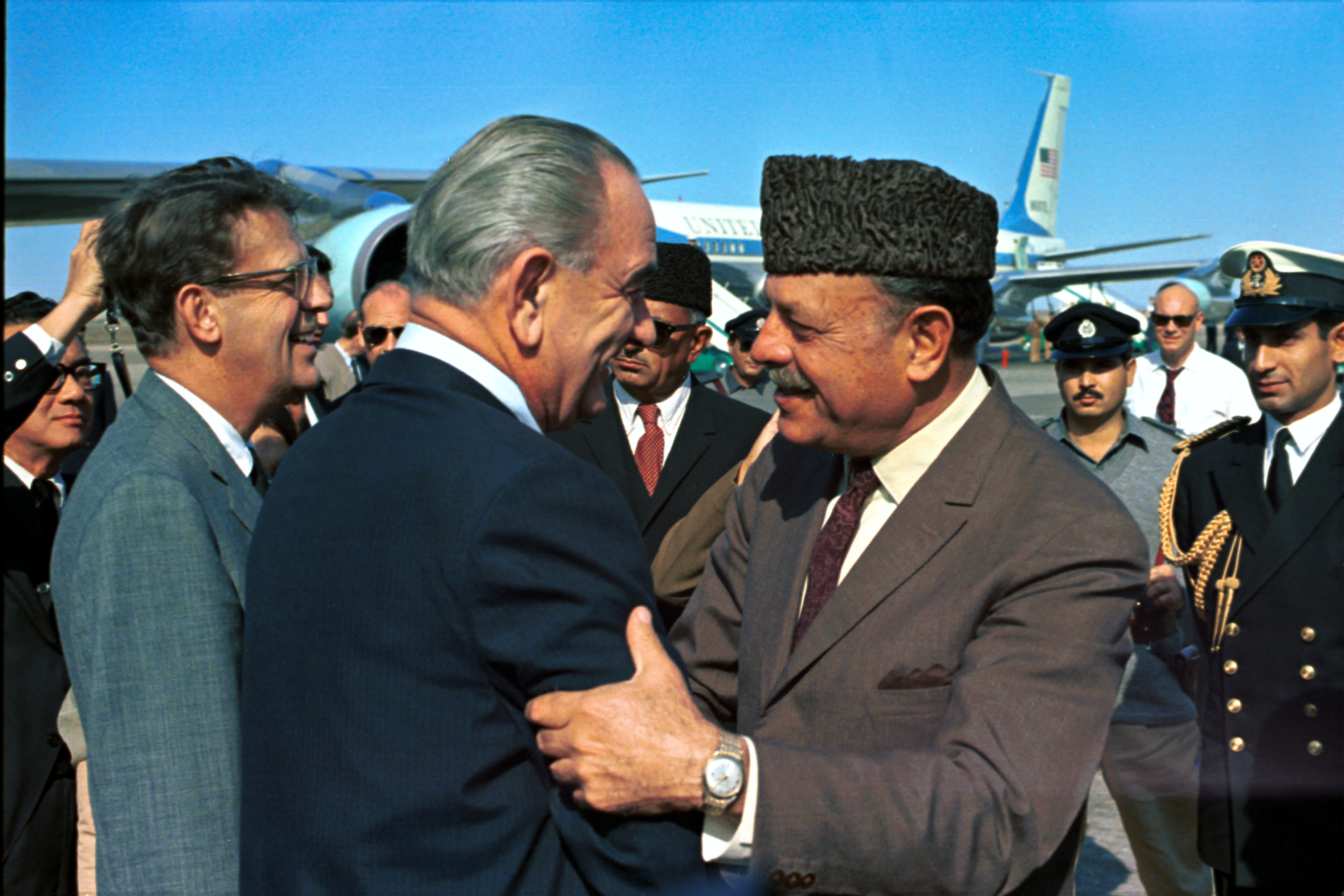
아야브 칸 파키스탄 대통령과 회동하는 존슨

1954년 이래 미국과 파키스탄의 동맹은 인도를 소련에 더 가깝게 만들었다. 존슨은 양국에 대한 보다 공정한 정책이 남아시아의 긴장을 완화하고 양국을 미국에 더 가깝게 만들기를 희망했다. 그는 남아시아를 '동맹국'과 '중립국'으로 나누는 전통적인 미국 방식을 끝내고, 양국에 무기와 돈을 공급하면서도 양국의 첨예한 국경 분쟁에서는 중립을 유지함으로써 인도와 파키스탄 모두와 좋은 관계를 발전시키려 했다. 그의 정책은 파키스탄을 공산주의 중국에, 인도를 소련에 더 가깝게 만들었다. 존슨은 또한 인도 총리 랄 바하두르 샤스트리와 파키스탄 대통령 아야브 칸과 따뜻한 개인적 관계를 맺기 시작했다. 그러나 1965년 3월 칸의 중국 방문 이후, 두 지도자의 워싱턴 방문을 취소하면서 양국에서 반미 감정을 부추겼다.

### 해외 순방 목록

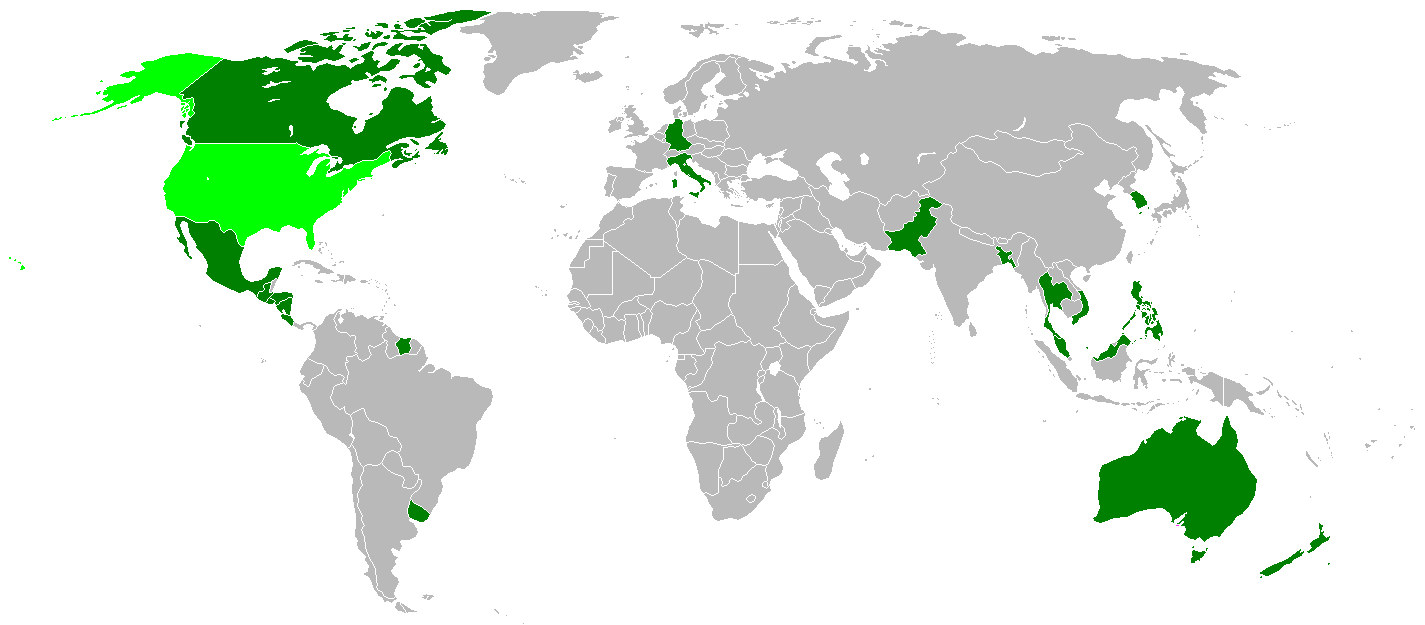
존슨은 재임 기간 동안 20개국에 11번의 해외 순방을 했다.

|    | 날짜                      | 국가           | 장소                                       | 상세 내용 |
| -- | ------------------------- | -------------- | ------------------------------------------ | --- |
| 1  | 1964년 9월 16일           | 캐나다         | 밴쿠버                                     | 비공식 방문. 콜럼비아 강 조약 관련 행사에서 레스터 B. 피어슨 총리와 회동했다. |
| 2  | 1966년 4월 14일~15일      | 멕시코         | 멕시코시티                                 | 비공식 방문. 구스타보 디아스 오르다스 대통령과 회동했다. |
| 3  | 1966년 8월 21일~22일      | 캐나다         | 캠포벨로섬, 챔쿡                           | 루스벨트 캠포벨로 국제 공원의 주춧돌을 놓았다. 레스터 B. 피어슨 총리와 비공식적으로 협의했다. |
| 4  | 1966년 10월 19일~20일     | 뉴질랜드       | 웰링턴                                     | 국빈 방문. 키스 홀리오크 총리와 회동했다. |
| 4  | 1966년 10월 20일~23일     | 오스트레일리아 | 캔버라, 멜버른, 시드니, 브리즈번, 타운즈빌 | 국빈 방문. 리처드 케이시, 케이시 남작 총독과 해럴드 홀트 총리와 회동했다. 호주 정부의 베트남 전쟁 노력에 대한 확고한 지지에 대한 "감사" 방문으로, 대통령과 영부인은 반전 시위대의 시위로 맞이받았다.                                     |
| 4  | 1966년 10월 24일~26일     | 필리핀         | 마닐라, 로스바뇨스, 코레히도르             | 호주, 대한민국, 뉴질랜드, 필리핀, 남베트남, 태국의 국가 원수 및 정부 수반들과 함께 마닐라 정상회담에 참석했다. 회의는 공산주의 침략에 맞서 확고히 싸우고 베트남과 아시아 전역에서 민주주의와 발전의 이상을 촉진하겠다는 선언으로 끝났다. |
| 4  | 1966년 10월 26일          | 베트남 공화국  | 깜라인만                                   | 미군 병사들을 방문했다. |
| 4  | 1966년 10월 27일~30일     | 태국           | 방콕                                       | 국빈 방문. 푸미폰 아둔야뎃 국왕과 회동했다. |
| 4  | 1966년 10월 30일~31일     | 말레이시아     | 쿠알라룸푸르                               | 국빈 방문. 툰쿠 압둘 라만 총리와 회동했다. |
| 4  | 1966년 10월 31일~11월 2일 | 대한민국       | 서울특별시, 수원시                         | 국빈 방문. 박정희 대통령과 정일권 총리와 회동했다. 국회에서 연설했다. |
| 5  | 1966년 12월 3일           | 멕시코         | 아쿠냐                                     | 구스타보 디아스 오르다스 대통령과 비공식 회동. 아미스타드 댐 건설 현장을 시찰했다. |
| 6  | 1967년 4월 11일~14일      | 우루과이       | 푼타델에스테                               | 라틴 아메리카 국가 원수 정상회담에 참석했다. |
| 6  | 1967년 4월 14일           | 수리남         | 파라마리보                                 | 우루과이에서 돌아오는 길에 급유를 위해 들렀다. |
| 7  | 1967년 4월 23일~26일      | 서독           | 본                                         | 콘라트 아데나워 총리의 장례식에 참석하여 여러 국가 원수들과 대화했다. |
| 8  | 1967년 5월 25일           | 캐나다         | 몬트리올, 오타와                           | 롤랜드 미치너 총독과 회동했다. 엑스포 67에 참석했다. 레스터 B. 피어슨 총리와 비공식적으로 협의했다. |
| 9  | 1967년 10월 28일          | 멕시코         | 시우다드후아레스                           | 엘 차미잘의 미국에서 멕시코로의 이양식에 참석했다. 구스타보 디아스 오르다스 대통령과 협의했다. |
| 10 | 1967년 12월 21일~22일     | 오스트레일리아 | 캔버라, 멜버른                             | 해럴드 홀트 총리의 장례식에 참석했다. 참석한 다른 국가 원수들과 협의했다. |
| 10 | 1967년 12월 23일          | 태국           | 코랏                                       | 미군 병사들을 방문했다. |
| 10 | 1967년 12월 23일          | 베트남 공화국  | 깜라인만                                   | 미군 병사들을 방문했다. 병사들에게 연설하며 존슨은 다음과 같이 선언했다. "...모든 도전은 극복되었다. 적은 패배하지 않았지만, 전장에서 자신이 주인을 만났다는 것을 알고 있다."                                                            |
| 10 | 1967년 12월 23일          | 파키스탄       | 카라치                                     | 아야브 칸 대통령과 회동했다. |
| 10 | 1967년 12월 23일          | 이탈리아       | 로마                                       | 주세페 사라가트 대통령과 알도 모로 총리와 회동했다. |
| 10 | 1967년 12월 23일          | 바티칸 시국    | 사도궁                                     | 교황 바오로 6세와 알현했다. |
| 11 | 1968년 7월 6일~8일        | 엘살바도르     | 산살바도르                                 | 중미 공화국 대통령 회의에 참석했다. |
| 11 | 1968년 7월 8일            | 니카라과       | 마나과                                     | 비공식 방문. 아나스타시오 소모사 데바일레 대통령과 회동했다. |
| 11 | 1968년 7월 8일            | 코스타리카     | 산호세                                     | 비공식 방문. 호세 호아킨 트레호스 페르난데스 대통령과 회동했다. |
| 11 | 1968년 7월 8일            | 온두라스       | 산페드로술라                               | 비공식 방문. 오스왈도 로페스 아렐라노 대통령과 회동했다. |
| 11 | 1968년 7월 8일            | 과테말라       | 과테말라시티                               | 비공식 방문. 훌리오 세사르 멘데스 몬테네그로 대통령과 회동했다. |

## 존슨 재임 기간 선거

### 1964년 선거 운동

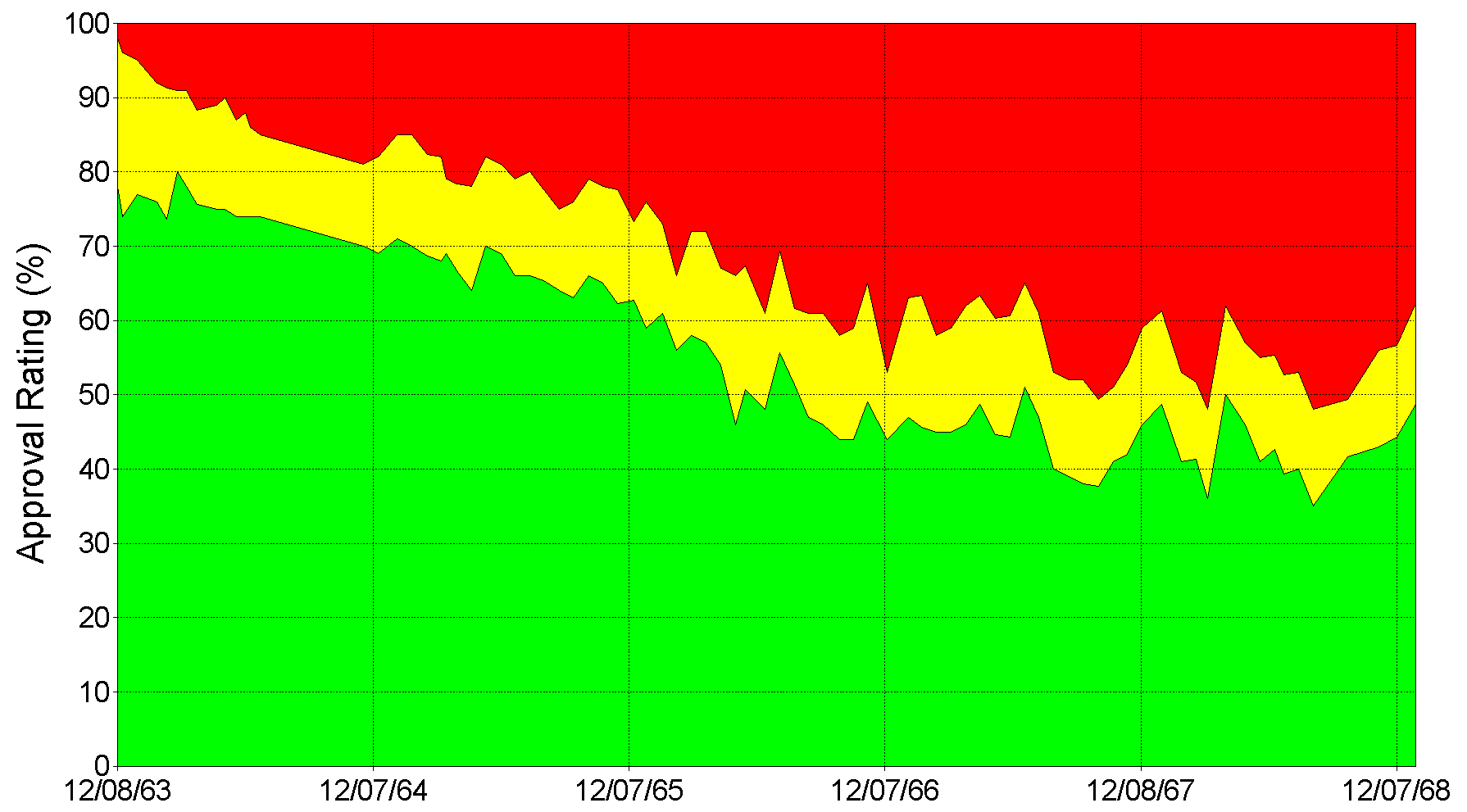
존슨의 갤럽 지지율 그래프

존슨 대통령은 1964년 대통령 선거에서 공화당의 배리 골드워터를 물리쳤다. 존슨 대통령은 미국 역사상 가장 압도적인 선거 승리 중 하나로 정식 임기에 당선되었으며, 득표율 61%를 얻어 43,129,040표를 얻었으며, 골드워터는 27,175,754표를 얻었다. 존슨 대통령은 선거인단에서도 더 큰 승리를 거두어 골드워터의 52표에 비해 486표를 얻었다.

분리주의자 주지사 조지 월리스는 여러 1964년 민주당 대통령 경선에 참여하여 여러 주에서 많은 표를 얻은 후 제3정당의 독립 후보로 대통령직을 추구할 것이라고 발표했다. 한편, 공화당은 보수주의자 애리조나주 상원의원 배리 골드워터와 자유주의자 뉴욕주 주지사 넬슨 록펠러 사이에 경쟁적인 일련의 경선을 치렀다. 록펠러는 한때 선두 주자처럼 보였지만, 이혼으로 인해 그의 입후보가 크게 손상되었다. 골드워터는 1964년 6월에 압도적인 유력 후보로 부상했으며, 7월 1964년 공화당 전당대회에서 공식적으로 지명되었다. 골드워터의 지명 이후, 월리스는 남부 보수주의자들의 요청에 따라 경선에서 철수했다.
1964년 민주당 전당대회는 존슨을 다시 후보로 지명하고 취임 1년도 채 되지 않아 이룬 그의 업적을 기념했다. 선거 운동 초기에 로버트 F. 케네디는 존슨의 부통령 러닝메이트로 널리 인기 있는 선택이었지만, 존슨과 케네디는 서로를 좋아하지 않았다. 휴버트 험프리가 결국 존슨의 러닝메이트로 선택되었는데, 존슨 캠페인은 험프리가 중서부와 산업 북동부에서 득표율을 높일 것으로 기대했다. 존슨은 부통령직에 내재된 좌절감을 잘 알고 있었으므로, 험프리의 절대적인 충성심을 보장하기 위해 일련의 인터뷰를 거치게 했고, 결정을 내린 후에는 언론의 추측과 보도를 극대화하기 위해 마지막 순간까지 발표를 미루었다. 민주당 전당대회 막바지에 여론조사에서는 존슨이 재선에 유리한 위치에 있음을 보여주었다.
골드워터는 아마도 뉴딜 이후 가장 보수적인 주요 정당 후보였으며, 존슨과 골드워터 모두 이 선거를 자유주의자와 보수주의자 사이의 선택으로 묘사하려고 했다. 1964년 대통령 선거 운동 초기에 골드워터는 남부 주를 공화당으로 뒤집을 위협을 가하며 강력한 경쟁자처럼 보였다. 그러나 선거 운동이 진행됨에 따라 골드워터는 추진력을 잃었다. 1964년 9월 7일, 존슨의 선거 운동 관리자들은 데이지 광고를 방영하여 골드워터를 위험한 호전적인 인물로 성공적으로 묘사했다. 효과적인 광고 캠페인, 골드워터의 극단주의로 인식된 점, 골드워터 캠페인의 열악한 조직, 그리고 존슨의 인기가 결합되어 민주당은 대규모 선거 승리를 거두었다. 존슨은 61.05%의 득표율로 압도적인 승리를 거두어 1820년 대통령 선거 이후 어떤 대통령 후보도 얻지 못한 가장 큰 득표율을 기록했다. 선거인단에서 존슨은 486대 52로 골드워터를 물리쳤다. 골드워터의 유일한 승리는 그의 고향인 애리조나와 디프사우스의 5개 주에서였다. 동시에 치러진 의회 선거에서 민주당은 하원과 상원 모두에서 다수당 지위를 강화했다. 이 엄청난 선거 승리는 존슨이 제89차 미국 의회에서 자유주의적 입법을 제안하는 데 용기를 주었다.
골드워터의 배경 (그의 아버지는 유대인 공동체에서 태어났지만 떠나서 성공회 신자가 되었다)과는 상관없이 존슨은 유대인 표의 대다수를 얻었다. 그것은 위대한 사회에 강력한 지지를 보낸 자유주의 유권자였다.

### 1966년 중간 선거
1964년 존슨 대통령의 압도적인 재선 승리 이후, 민주당 의회는 자유주의 법안을 대거 통과시켰다. 노동조합 지도자들은 1964년 민권법, 1965년 선거권법, 빈곤과의 전쟁, 도시 및 교육 지원, 사회 보장 혜택 증가, 노인을 위한 메디케어 등 뉴딜 시대 이후 가장 광범위한 자유주의 법안에 대한 공로를 주장했다. 1966년 선거는 예상치 못한 재앙이었으며, 많은 자유주의 민주당원들이 패배했다. 앨런 드레이퍼에 따르면 AFL-CIO 정치 활동 위원회(COPE)는 노동 운동의 주요 선거 운동 조직이었다. 이들은 공화당의 주요 공격 지점이 되었던 민권 운동에 대한 백인들의 반발을 무시했다. COPE는 조합원들이 노동조합 지도부에게 가장 중요한 쟁점에 관심이 있다고 잘못 가정했지만, 여론조사는 그렇지 않음을 보여주었다. 조합원들은 훨씬 더 보수적이었다. 젊은 조합원들은 세금과 범죄에 훨씬 더 관심을 가졌으며, 나이든 조합원들은 인종 편견을 극복하지 못했다. 또한 새로운 쟁점인 베트남 전쟁은 자유주의 연합을 "매파"(존슨과 휴버트 험프리 부통령이 이끄는)와 "비둘기파"(유진 매카시 상원의원과 로버트 F. 케네디가 이끄는)로 첨예하게 분열시키고 있었다.
존슨의 거물 사업가, 노동조합, 자유주의 지식인, 백인 소수 민족, 흑인 연합은 1966년 선거 이전부터 붕괴되기 시작했다. 존슨 재임 기간 동안 노동조합은 기업만큼 잘하지 못했다. 미국인들이 사회 개선보다 세금 감면을 선호했기 때문에 사회 복지는 부진했다. 위대한 사회는 도시 폭력(백인 소수 민족에 의해)과 베트남 전쟁(지식인과 학생에 의해)에 대한 반발로 더욱 약화되었다.틀:Page range too broad 공화당은 도시 폭동, 존슨의 베트남 전쟁 수행, 침체된 경제에서 비롯된 법과 질서 문제에 집중하여 선거 운동을 펼쳤으며, 다가오는 인플레이션과 늘어나는 연방 적자에 대해 경고했다.
중간 선거에서 민주당은 하원에서 공화당에게 47석을, 상원에서도 3석을 잃었다. 그러나 민주당은 상하원 모두에서 다수당 지위를 유지했다. 이 손실은 당의 자유주의적 세력에게 가장 큰 타격을 주었으며, 이는 존슨이 의회를 통해 자신의 의제를 추진하는 능력을 감소시켰다. 이 선거는 또한 공화당이 1964년 재앙적인 선거 운동 이후 이미지를 회복하는 데 도움이 되었다.

### 1968년 선거 및 전환기

#### 초기 재선 운동과 철수

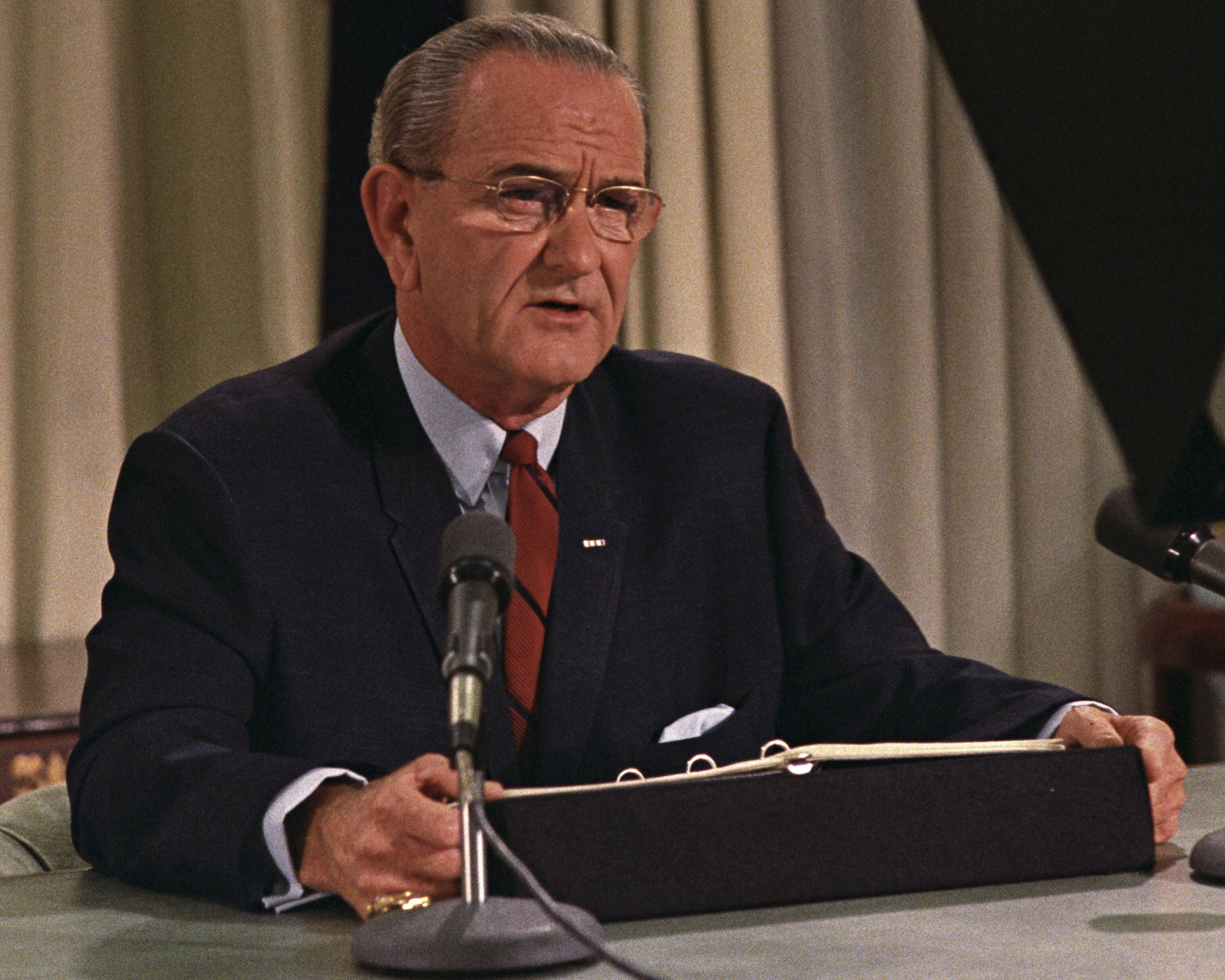
재선에 출마하지 않겠다고 발표하는 존슨 대통령

존슨은 케네디 대통령 임기 2년 미만을 재임했으므로, 수정 헌법 제22조의 조항에 따라 1968년 대통령 선거에서 두 번째 정식 임기를 위해 헌법적으로 출마할 자격이 있었다. 그러나 1966년부터 언론은 존슨이 기자 회견에서 말하는 것과 베트남 현장에서 일어나는 일 사이에 "신뢰도 격차"를 느끼기 시작했고, 이는 훨씬 덜 호의적인 보도로 이어졌다. 연말까지 미주리주의 민주당 주지사 워런 E. 히언스는 "베트남에 대한 좌절감; 너무 많은 연방 지출과... 과세; 위대한 사회 프로그램에 대한 대중의 큰 지지 부족; 그리고 ... 민권 프로그램에 대한 대중의 환멸"이 대통령의 입지를 약화시켰다고 경고했다. 밝은 부분도 있었다. 1967년 1월, 존슨은 임금이 역사상 최고 수준이며, 실업률은 13년 만에 최저치를 기록했으며, 기업 이익과 농업 소득은 그 어느 때보다 높다고 자랑했다. 왜 자신이 인기가 없는지 설명해 달라는 질문에 존슨은 "나는 지배적인 성격이며, 일을 해낼 때 항상 모든 사람을 만족시키지 못한다"고 답했다.
1968년 선거가 다가오면서 존슨은 민주당에 대한 통제력을 잃기 시작했으며, 당은 네 개의 파벌로 분열되고 있었다. 첫 번째 그룹은 존슨과 험프리, 노동조합, 그리고 지역 당 보스들(시카고 시장 리처드 J. 데일리가 이끄는)로 구성되었다. 두 번째 그룹은 존슨을 "퇴진시키려는" 노력으로 유진 매카시 상원의원 뒤에 결집한 반전 학생들과 지식인들로 구성되었다. 세 번째 그룹은 로버트 F. 케네디 상원의원 뒤에 모인 가톨릭 신자, 히스패닉, 아프리카계 미국인들을 포함했다. 네 번째 그룹은 조지 월리스 주지사와 같은 전통적인 분리주의 백인 남부인들로 구성되었다. 존슨의 인기가 점점 줄어들고 있었음에도 불구하고, 현직 대통령의 재지명을 막는 것은 불가능하다는 것이 일반적인 통념이었다. 존슨은 3월 12일 뉴햄프셔 대통령 경선에서 매카시를 49대 42로 누르고 근소한 승리를 거두었지만, 이 근소한 2위 결과는 경선에서 매카시의 입지를 극적으로 끌어올렸다. 케네디는 3월 16일 출마를 선언했다. 3월 31일 연설 말미에 존슨은 "나는 당신의 대통령으로서 또 다른 임기를 위해 당의 지명을 추구하지 않을 것이며, 받아들이지도 않을 것이다"라는 말로 재선에 출마하지 않겠다고 발표하여 전국을 충격에 빠뜨렸다. 다음 날, 그의 지지율은 36%에서 49%로 상승했다.

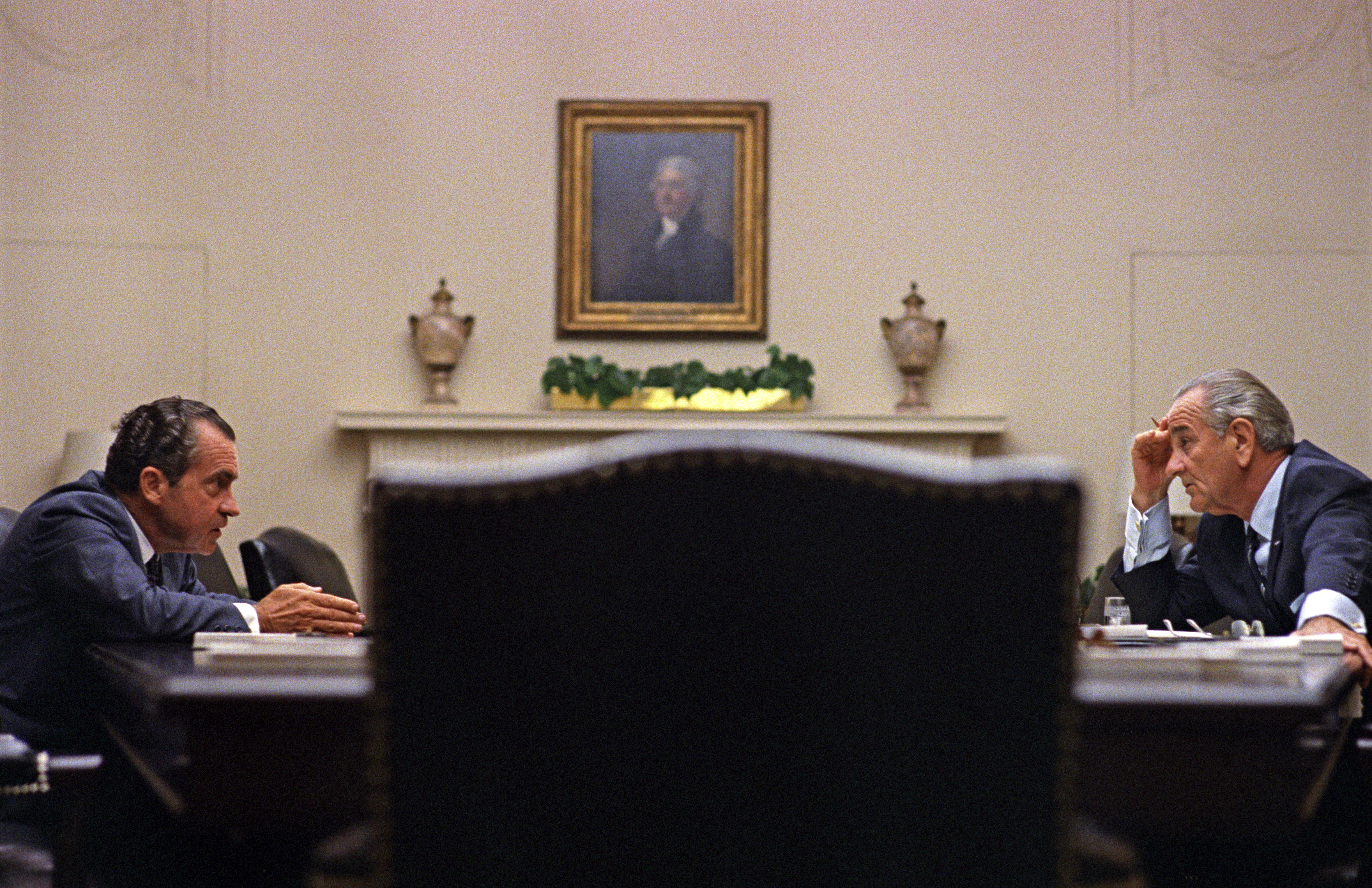
1968년 7월 리처드 닉슨과 회동하는 존슨 대통령

역사학자들은 존슨의 깜짝 결정으로 이어진 요인들을 놓고 논쟁을 벌였다. 셰솔은 존슨이 백악관을 떠나고 싶어 했지만 정당화도 원했다. 지표가 부정적으로 변하자 그는 떠나기로 결정했다. 우즈는 존슨이 국가의 치유를 위해 떠나야 한다는 것을 깨달았다고 썼다. 달렉은 존슨이 더 이상 국내 목표가 없었으며, 자신의 성격이 인기를 깎아내렸다는 것을 깨달았다고 말한다. 그의 건강은 좋지 않았고, 그는 케네디 캠페인에 몰두했으며, 그의 아내는 은퇴를 재촉했고 그의 지지 기반은 계속 줄어들었다. 경선에서 물러나는 것은 그가 평화 중재자로 나서게 할 수 있었다. 그러나 베넷은 존슨이 "1968년 동남아시아 정책에 대한 분노로 재선 경쟁에서 강제로 퇴출당했다"고 말한다. 존슨은 또한 전당대회가 결국 자신을 다시 경선에 지명할 것을 바랐을 수도 있다.
휴버트 험프리 부통령은 존슨의 사퇴 후 경선에 뛰어들었고, 1968년 민주당 예비선거는 험프리, 케네디, 매카시 간의 3자 대결이 되었다. 케네디는 매카시의 자유주의 및 반전 기반을 잠식하면서도 빈곤층과 노동 계급의 지지를 얻었다. 그는 일련의 예비선거 승리를 거두었지만, 6월에 시르한 시르한이라는 아랍인 민족주의자에 의해 암살당했다. 존슨의 지지 아래 험프리는 8월 말 시카고에서 열린 격동의 1968년 민주당 전당대회에서 대통령 후보 지명을 받았다. 시카고에서의 반전 시위대에 대한 경찰의 폭력적인 진압은 전당대회를 망쳤다. 전당대회 후 여론조사에서는 험프리가 20%포인트 차이로 총선에서 패배할 것으로 나타났다.

#### 총선 및 전환기

공화당 리처드 닉슨이 1968년 대통령 선거에서 민주당 휴버트 험프리를 물리쳤다.

험프리는 1968년 총선 캠페인에서 두 명의 주요 상대와 맞붙었다. 공화당은 전 부통령 리처드 닉슨을 지명했고, 닉슨은 스피로 애그뉴 주지사를 러닝메이트로 선택했다. 닉슨은 위대한 사회와 대법원을 공격했으며, 베트남에서 평화를 가져올 것이라고 밝혔다. 스트롬 서먼드를 포함한 다른 남부 공화당원들의 지지를 받아 닉슨은 존슨 행정부의 민권 조치에 의해 소외된 남부 백인 유권자들의 지지를 얻는 데 집중하는 남부 전략을 추구했다. 험프리의 또 다른 주요 경쟁자인 조지 월리스는 미국 독립당 후보로 출마하여 쿠 클럭스 클랜과 존 버치 협회와 같은 극우 단체의 지지를 받았다. 월리스의 가장 강력한 지지는 친분리주의 남부인들로부터 나왔지만, 그는 "법과 질서" 캠페인을 통해 북부의 백인 노동 계급 지역에서도 호소력을 얻었다. 제3당 후보로서 월리스는 대통령직을 획득할 수 있다고 믿지 않았지만, 조건부 선거를 미국 하원에서 강제할 만큼 충분한 선거인단을 얻기를 희망했다.
험프리의 여론조사 지지율은 9월 30일 존슨의 전쟁 정책과 결별하고 북베트남 폭격 중단을 요구하는 연설 이후 상승했다. 10월의 이변으로 불린 사건에서 존슨은 1968년 10월 31일 북베트남 정부가 협상에 임할 의지가 있고 파리 평화 회담에 진전이 있다면 11월 1일부터 "북베트남에 대한 모든 공중, 해군, 포병 폭격을 완전히 중단"하라고 명령했다고 전국에 발표했다. 그러나 닉슨은 득표수에서는 험프리에게 근소하게 앞서고 선거인단에서는 다수를 차지하여 선거에서 승리했다. 월리스는 득표율의 13.5%와 46명의 선거인단을 확보했다. 닉슨은 민권에 대한 불만을 활용하여 남부에서 민주당의 지배력을 깨뜨렸다. 그는 또한 미시시피 강 서부 주들에서도 좋은 성과를 거두었는데, 부분적으로는 이들 주에서 연방 정부에 대한 반감이 커졌기 때문이다. 남부와 서부 모두 이후 선거에서 공화당 선거 연합의 중요한 구성 요소가 될 것이다. 닉슨이 1968년 대통령 선거에서 승리했음에도 불구하고 민주당은 의회 양원을 계속 통제했다.

## 역사적 평판

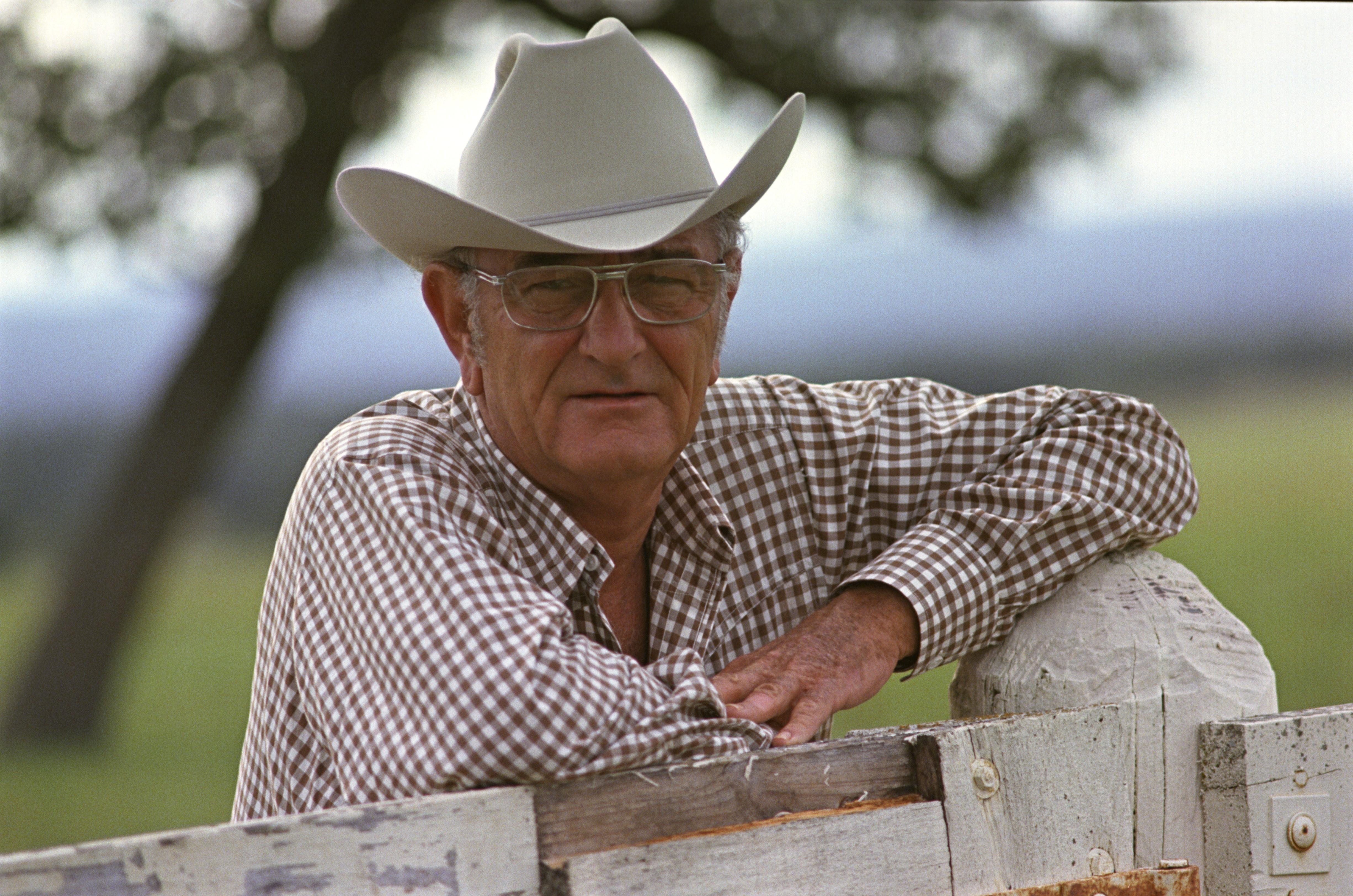
c. 1972년 텍사스 목장에서 카우보이모자를 쓴 존슨

역사학자들은 존슨의 대통령직이 뉴딜 시대 이후 미국의 현대 자유주의의 정점을 기록했다고 주장하며, 존슨은 많은 역사학자들에게 호의적으로 평가된다. 존슨의 대통령직은 메디케어와 메디케이드, 다양한 빈곤 퇴치 조치, 환경 보호, 교육 자금 지원, 기타 연방 프로그램의 설립을 통해 미국을 변화시키며 지속적인 흔적을 남겼다. 존슨 재임 기간 동안 통과된 민권 법안은 인종 평등의 장벽을 제거하는 데 기여한 역할로 거의 보편적으로 칭찬받는다. 미국정치학회 대통령 및 행정 정치 부문이 2018년에 실시한 여론조사에서는 존슨을 역대 10번째로 좋은 대통령으로 평가했다. 2017년 C-SPAN 역사학자 여론조사에서도 존슨을 역대 10번째로 좋은 대통령으로 평가했다. 존슨의 베트남 전쟁 처리는 여전히 광범위하게 인기가 없으며, 재임 기간 동안 그랬던 것처럼 종종 그의 국내 업적을 가리고 있다. 2006년 역사학자 여론조사에서는 존슨의 베트남 전쟁 확전을 현직 대통령이 저지른 실수 중 세 번째로 최악의 실수로 평가했다. 역사학자 켄트 저머니는 "존슨 행정부에 붙어 있는 죽음, 갱신, 기회의 유산은 아이러니하고 혼란스러우며 불확실하다. 아마도 그렇게 남아 있을 것"이라고 썼다. 저머니는 다음과 같이 설명한다:
미국 역사상 가장 큰 표 차이 중 하나로 백악관에 당선되고 다른 어떤 미국 정치인보다 많은 법안을 통과시킨 그는 이제 암살된 영웅의 뒤를 이은 대통령으로, 베트남 수렁에 나라를 빠뜨리고, 성스러운 아내를 속이고, 꿰맨 배를 드러내고, 욕설을 사용하고, 개를 귀로 들어 올리고, 백악관 수영장에서 고문들과 함께 나체로 수영하고, 공식 업무를 수행하면서 용변을 본 것으로 대중에게 가장 잘 기억되는 것처럼 보인다. 이 모든 문제 중에서 존슨의 명성은 베트남 전쟁 관리로 인해 가장 큰 타격을 입었으며, 이는 그의 민권 및 국내 정책 업적을 가리고 존슨 자신도 "내가 진정으로 사랑했던 여인—위대한 사회"를 다룬 것을 후회하게 만들었다.

존슨의 설득력과 의회에 대한 이해는 그가 놀라운 입법 활동을 펼치도록 도왔고, 그에게 입법의 대가라는 명성을 안겨주었다. 존슨은 그의 당이 의회에서 다수당이었고 새로운 연방 프로그램에 대해 수용적인 대중의 도움을 받았다. 그러나 그는 제2차 세계 대전 이후 대부분의 자유주의 법안을 성공적으로 저지해 온 남부 민주당원과 공화당의 강력한 보수 연합이 지배하는 의회에도 직면했다. 존슨이 많은 영구적인 프로그램을 설립했음에도 불구하고, 경제 기회 사무국을 포함한 위대한 사회의 다른 측면들은 나중에 폐지되었다. 베트남 전쟁의 실패로 인식된 사건들은 정부에 대한 환멸을 불러일으켰고, 뉴딜 연합은 베트남 전쟁과 1968년 선거를 둘러싼 긴장으로 인해 크게 무너졌다. 공화당은 존슨 퇴임 후 6번의 대통령 선거 중 5번을 승리했다. 로널드 레이건은 1981년 취임하면서 위대한 사회를 뒤집겠다고 맹세했지만, 그와 다른 공화당원들은 존슨의 프로그램 중 많은 부분을 폐지할 수 없었다.
프레드릭 로게발은 "그가 편협하고 상상력이 부족한 외교 정책 사상가였으며, 국제 문제에 대한 상투적인 문구에 취약하고 미국 해안 너머의 세계에 관심이 없는 사람이었다는 '정통적' 견해를 여전히 지지할 만한 점이 많아 보인다"고 주장한다. 많은 역사학자들은 존슨의 지방주의를 강조한다. "텍사스에 너무 오래 있었다"는 해석 학파는 워런 I. 코헨과 낸시 버른코프 터커의 선집 『존슨, 세계에 맞서다』에서 존슨을 좁은 시야를 가진 정치인으로 보는 역사학자들의 합의를 설명하기 위해 만들어졌다. "롱혼 학파"라고 불리는 소규모 학자 그룹은 베트남을 제외하고 존슨이 외교 정책에서 상당히 좋은 기록을 가지고 있었다고 주장한다. "롱혼 학파"의 많은 학자들은 "외교 정책 지도자로서의 존슨에 대한 평가는 아직 진행 중이다"라고 주장한 로버트 달렉의 제자들이다. 반면 니콜라스 에반 사란타케스는 다음과 같이 주장한다.
외교 정책과 세계 문제에 있어서 린든 존슨은 재앙으로 기억된다. 그가 퇴임할 때 대중의 지배적인 견해였고, 그 이후로 일반 대중이나 역사학자들 사이에서도 지배적인 견해로 남아 있다. 이 견해에는 타당한 이유가 있으며, 한 단어로 줄여 말하면 '베트남'이다.

## 내용주
1. ↑  존슨은 존 F. 케네디의 부통령이었으며 1963년 11월 22일 케네디 암살로 대통령이 되었다. 이는 1967년 수정 헌법 제25조가 채택되기 전이었으므로, 부통령직 공석은 다음 선거 및 취임 전까지 채워지지 않았다.
2. ↑  존슨은 나중에 1967년 고용에서의 연령 차별 금지법에 서명하여 40세 이상 개인의 고용에서 연령 차별에 대한 보호를 확대했다. 1978년 임신 차별법과 1990년 미국 장애인법은 각각 임신과 장애를 이유로 한 고용 차별을 금지할 것이다.

### 인용된 서적
- Bernstein, Irving (1996). 《Guns or Butter: The Presidency of Lyndon Johnson》. Oxford University Press. ISBN 978-0195063127.
- Bornet, Vaughn Davis (1983). 《The Presidency of Lyndon B. Johnson》. Lawrence: University Press of Kansas. ISBN 978-0700602421.
- Caro, Robert (2012). 《The Years of Lyndon Johnson: 권력의 통과》. 알프레드 A. 노프. ISBN 978-0375713255.
- Dallek, Robert (1998). 《Flawed Giant: Lyndon Johnson and His Times, 1961–1973》. Oxford University Press. ISBN 978-0-19-513238-0.
- Herring, George C. (2008). 《From Colony to Superpower; U.S. Foreign Relations Since 1776》. Oxford University Press. ISBN 978-0-19-507822-0.
- Mackenzie, G. Calvin; Weisbrot, Robert (2008). 《The Liberal Hour: Washington and the Politics of Change in the 1960s》. Penguin Press. ISBN 9781594201707.
- May, Gary (2013). 《Bending Toward Justice: The Voting Rights Act and the Transformation of American Democracy》 Kile판. Basic Books. 47–52쪽. ISBN 978-0-465-01846-8.
- Patterson, James (1996). 《Grand Expectations: The United States 19451974》. Oxford University Press. ISBN 978-0195117974.
- Risen, Clay. The Bill of the Century: The Epic Battle for the Civil Rights Act (2014) online
- Woods, Randall (2006). 《LBJ: Architect of American Ambition》. New York: Free Press. ISBN 978-0684834580.
- Zeitz, Joshua (2018). 《Building the Great Society: Inside Lyndon Johnson's White House》. Penguin. ISBN 9780525428787.
- Zelizer, Julian (2015). 《The Fierce Urgency of Now》. Penguin Books. ISBN 978-1594204340.

## 더 읽어보기
- Andrew, John A. (1999). 《Lyndon Johnson and the Great Society》. Chicago: Ivan R. Dee. ISBN 978-1566631853. OCLC 37884743.
- Brinkley, Douglas. Silent Spring Revolution: John F. Kennedy, Rachel Carson, Lyndon Johnson, Richard Nixon, and the Great Environmental Awakening (2022) excerpt
- Burns, Richard Dean and Joseph M. Siracusa. The A to Z of the Kennedy–Johnson Era (2009)
- Califano, Joseph A. The triumph & tragedy of Lyndon Johnson: the White House years (2015).
- Dallek, Robert. Flawed Giant: Lyndon Johnson and His Times, 1961–1973 (2 vol, 2012), a major scholarly biography; 788pp
  - Dallek, Robert (2004). 《Lyndon B. Johnson: Portrait of a President》. New York: Oxford University Press. ISBN 978-1280502965., Abridged version of his two-volume biography; online free to borrow
- Ellis, Sylvia. Freedom's Pragmatist: Lyndon Johnson and Civil Rights. (UP of Florida, 2013).
- Graff, Henry F., ed. The Presidents: A Reference History (3rd ed. 2002) online
- Hodgson, Godfrey. JFK and LBJ: The Last Two Great Presidents (Yale UP, 2015) excerpt
- Holzer, Harold. The Presidents Vs. the Press: The Endless Battle Between the White House and the Media—from the Founding Fathers to Fake News (Dutton, 2020) pp. 222–251. online
- Isserman, Maurice, and Michael Kazin. America divided: The civil war of the 1960s (6th ed. Oxford UP, 2020).
- Kalman, Laura. The Long Reach of the Sixties: LBJ, Nixon, and the Making of the Contemporary Supreme Court (Oxford University Press, 2017).
- Lichtenstein, Nelson, ed. Political Profiles: The Johnson Years. 1976. short biographies of 400+ key politicians.
- Longley, Kyle. LBJ's 1968: Power, Politics, and the Presidency in America's Year of Upheaval (2018) excerpt
- Melosi, Martin V. "Environmental Policy" in A Companion to Lyndon B. Johnson, ed. by Mitchell B. Lerner. (Blackwell, 2012) pp. 187–209.
- Melosi, Martin V. "Lyndon Johnson and Environmental Policy,' in Robert Divine, ed., The Johnson Years, Volume Two: Vietnam, The Environment and Science (U of Kansas Press, 1987), pp. 113–149
- Milkis, Sidney M. and Jerome M. Mileur, eds. The Great Society and the High Tide of Liberalism (2005)
- Pach, Chester. The Johnson Years (Facts on File, 2005), an encyclopedia
- Savage, Sean J. JFK, LBJ, and the Democratic Party (2004)
- Schulman, Bruce J. (1995). 《Lyndon B. Johnson and American Liberalism: A Brief Biography with Documents》. Boston: Bedford Books of St. Martin's Press. ISBN 978-0312083519. online free to borrow
- 웅거, 어윈 The Best of Intentions: the triumphs and failures of the Great Society under Kennedy, Johnson, and Nixon: Doubleday, 1996 ISBN 0-385-46833-4
- Woods, Randall B. Prisoners of Hope: Lyndon B. Johnson, the Great Society, and the Limits of Liberalism (2016), 480pp., a scholarly history.
- Zarefsky, David. President Johnson's War On Poverty: Rhetoric and History (2nd ed. 2005). excerpt
- Zeitz, Joshua. Building the Great Society: Inside Lyndon Johnson's White House (2018) excerpt
- Zelizer, Julian E. The Fierce Urgency of Now: Lyndon Johnson, Congress, and the Battle for the Great Society (2015) excerpt

### 외교 정책
- Allcock, Thomas Tunstall and Thomas C. Mann. President Johnson, the Cold War, and the Restructuring of Latin American Foreign Policy (2018) 284 pp. online review
- Brands, H. W. The Wages of Globalism: Lyndon Johnson and the Limits of American Power (1997)
- Brands, H. W. ed. The foreign policies of Lyndon Johnson: Beyond Vietnam (1999); essays by scholars. online free to borrow.
- Cohen, Warren I., and Nancy Bernkopf Tucker, eds. Lyndon Johnson Confronts the World: American Foreign Policy 1963–1968 (Cambridge University Press, 1994)
- Colman, Jonathan. The Foreign Policy of Lyndon B. Johnson: The United States and the World, 1963–1969 (Edinburgh University Press, 2010) 231 pp. online
- Gavin, Francis J. and Mark Atwood Lawrence, eds. Beyond the Cold War: Lyndon Johnson and the New Global Challenges of the 1960s (Oxford University Press, 2014) 301 pp.
- Kunz, Diane B. ed. The Diplomacy of the Crucial Decade: American Foreign Relations During the 1960s (1994)
- Preston, Thomas. The President and His Inner Circle: Leadership Style and the Advisory Process in Foreign Affairs (2001)
- Schoenbaum, Thomas J. Waging Peace and War: Dean Rusk in the Truman, Kennedy, and Johnson Years (1988).

### 베트남
- Berman, Larry. Lyndon Johnson's War: The Road to Stalemate in Vietnam (1991)
- Cherwitz, Richard Arnold. The Rhetoric of the Gulf of Tonkin: A Study of the Crisis Speaking of President Lyndon B. Johnson. (University of Iowa, 1978)
- Kaiser, David E. American tragedy: Kennedy, Johnson, and the origins of the Vietnam War. (Belknap Press of Harvard University Press, 2000) ISBN 0-674-00225-3
- Lerner, Mitchell B. ed. A Companion to Lyndon B. Johnson (2012) ch 18–21 pp 319–84
- Logevall, Fredrik. Fear to Negotiate: Lyndon Johnson and the Vietnam War, 1963–1965. (Yale UP, 1993)
- McMaster, H. R. Dereliction of Duty: Johnson, McNamara, the Joint Chiefs of Staff, and the Lies That Led to Vietnam (1998) excerpt
- Nelson, Michael. "The Historical Presidency: Lost Confidence: The Democratic Party, the Vietnam War, and the 1968 Election." Presidential Studies Quarterly 48.3 (2018): 570–585.
- Schandler, Herbert Y. Lyndon Johnson and Vietnam: The unmaking of a president (Princeton UP, 2014) online free to borrow
- Sheehan, Neil, ed. The Pentagon Papers: The Secret History of the Vietnam War (1971, 2017) abridged version excerpt
- Vandiver, Frank E. Shadows of Vietnam: Lyndon Johnson's Wars (1997)

### 역사학
- Catsam, Derek. "The civil rights movement and the Presidency in the hot years of the Cold War: A historical and historiographical assessment." History Compass 6.1 (2008): 314–344. online
- Gould, Lewis L. "The Revised LBJ" Wilson Quarterly 24#2 (2000), pp. 80–83 online

### 1차 자료
- Califano Jr., Joseph A. Inside: A Public and Private Life (2004)
- Johnson, Lyndon B. The Vantage Point (1971)
- McNamara, Robert S. In Retrospect: The Tragedy and Lessons of Vietnam (1995) excerpt
- Rostow, W. W. The Diffusion of Power: An Essay in Recent History (1972) pp 309–533.